# Bernau bei Berlin

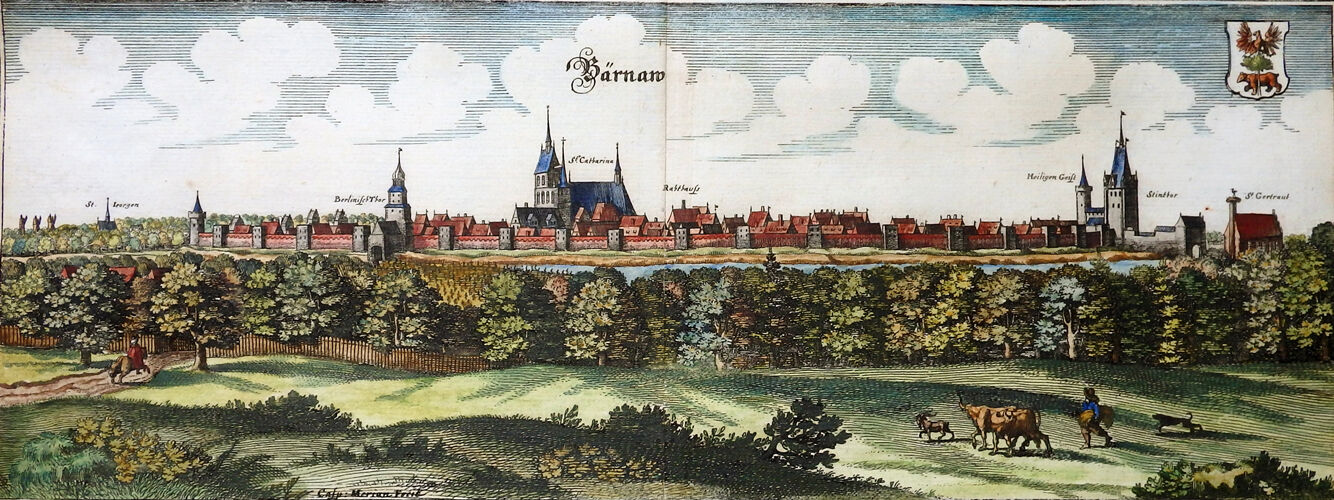
Bernau um 1650

Bernau bei Berlin [bɛɐ̯ˈnaʊ̯] ist eine Große kreisangehörige Stadt und Mittelzentrum im Landkreis Barnim des Landes Brandenburg. Sie liegt wenige Kilometer nordöstlich der Berliner Stadtgrenze.

## Geographie

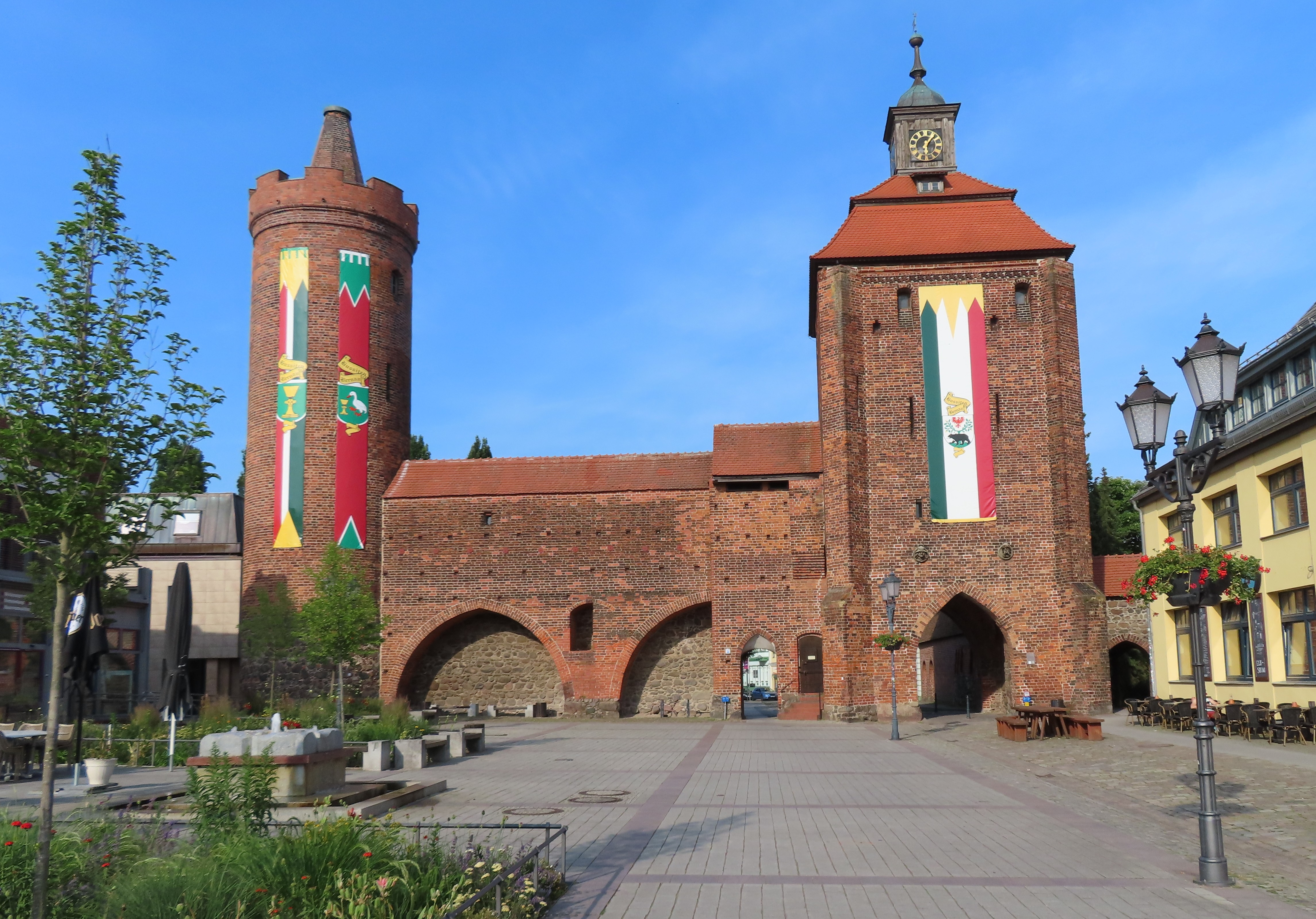
Einer der Wahrzeichen Bernaus, Steintor mit Hungerturm

### Lage und Nachbargemeinden
Das Stadtzentrum von Bernau liegt 5,9 km nordöstlich der Stadtgrenze von Berlin, die südwestliche Grenze von Bernau bei Eichwerder ist drei Kilometer vom Berliner Ortsteil Buch entfernt. Das bis Ende des 19. Jahrhunderts schiffbare Flüsschen Panke entspringt im Stadtgebiet von Bernau und mündet in Berlin in die Spree. Bernau ist eine der elf Hauptstationen der Märkischen Eiszeitstraße.
Die Stadt grenzt im Norden und Nordosten an die Stadt Biesenthal und die Gemeinde Rüdnitz des Amtes Biesenthal-Barnim, im Osten an die Stadt Werneuchen, im Süden an die Gemeinde Ahrensfelde und im Südwesten an die Gemeinde Panketal sowie im Westen und Norden an die Gemeinden Wandlitz (Ortsteile Schönwalde, Basdorf, Wandlitz und Lanke). 
Eine Besonderheit ist die Ortsgrenze der beiden Siedlungen Birkholzaue (Ortsteil von Bernau) und Elisenau (Ortsteil von Blumberg der Gemeinde Ahrensfelde). Die Westseite der Landesstraße 31 (L 31) ist die Ortsgrenze der beiden räumlich nicht getrennten Siedlungen. Daher gibt es links und rechts der Straße zwei verschiedene Ortseingangs- und Ortsausgangsschilder.

### Stadtgliederung
Zur Stadt Bernau gehören die Ortsteile:
- Birkenhöhe (Ortsteil seit 4. Juni 2014)
- Birkholz (Eingemeindung am 6. Dezember 1993, Ortsteil seit 4. Juni 2014)
- Birkholzaue (Ortsteil seit 4. Juni 2014)
- Börnicke (Eingemeindung am 31. Dezember 2002)[3]
- Ladeburg (Eingemeindung am 1. Juli 2001)[4]
- Lobetal (Eingemeindung am 31. Dezember 2002)[3]
- Schönow (Eingemeindung am 26. Oktober 2003)[5]
- Waldfrieden (Ortsteil seit 10. Februar 2016)[6]

Hinzu kommen die Wohnplätze Bernau Süd, Blumenhag, Eichwerder, Friedenstal, Gieses Plan, Helenenau, Kirschgarten, Liepnitz, Lindow, Neubauernsiedlung, Nibelungen, Puschkinviertel, Rehberge, Rollberg, Rutenfeld, Schmetzdorf, Stadtkern, Thaerfelde, Viehtrift, Waldsiedlung und Woltersdorf.

## Geschichte

### Vom Ursprung der Stadt bis zum 17. Jahrhundert

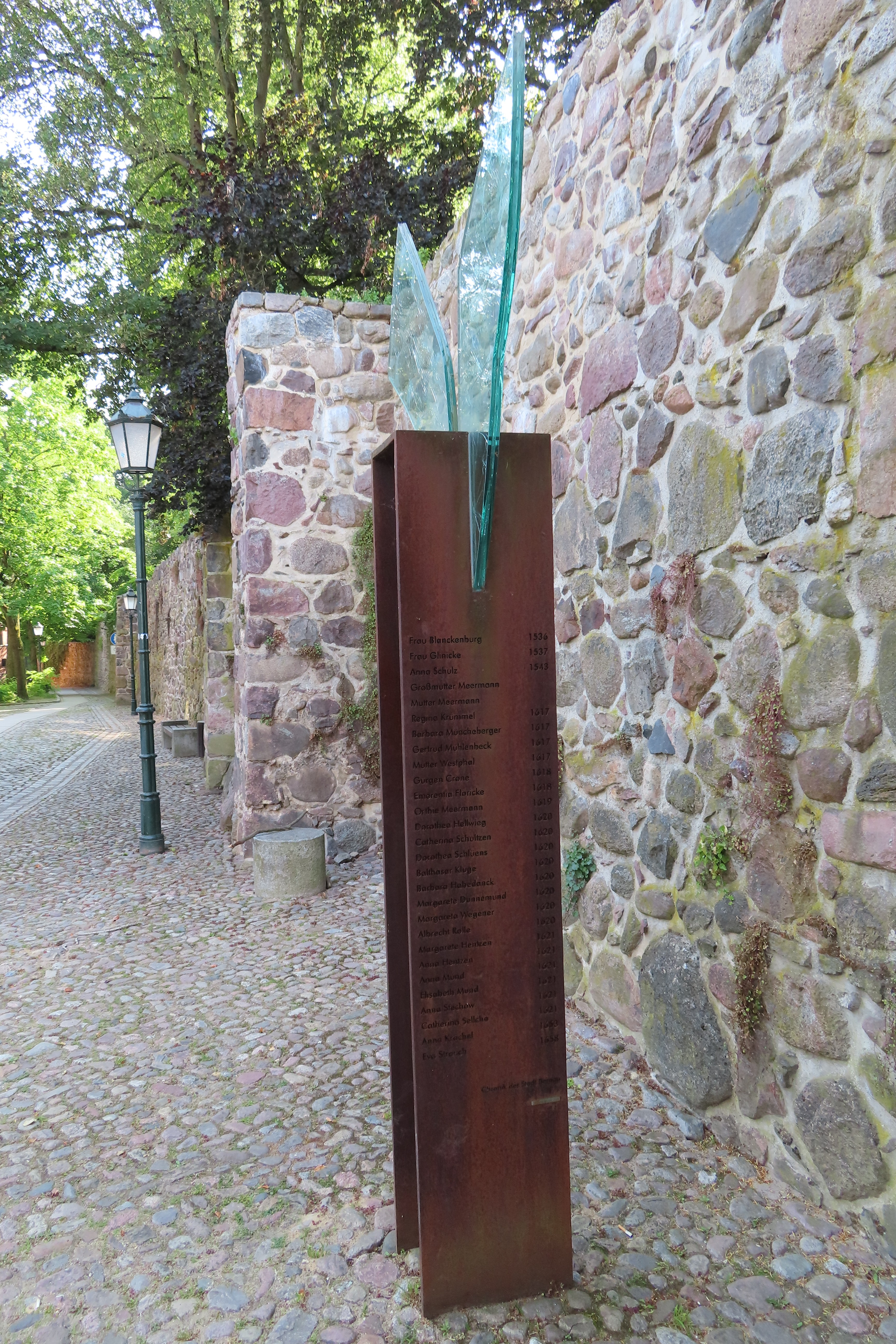
Denkmal für die Opfer der Hexenverfolgung in Bernau am Henkerhaus

Wie archäologische Quellen belegen, ist Bernau seit der Mittelsteinzeit vor 7000 v. Chr. ein Siedlungsplatz. Am Anfang des 13. Jahrhunderts wurde die Stadt gegründet. Die genauen Umstände sind ungeklärt, da alle Urkunden bei großen Bränden 1406 und 1484 vernichtet wurden. Am Georgstag (23. April) des Jahres 1432 gelang den Bernauer Bürgern die Abwehr eines Angriffs der Hussiten, die auf ihrem Feldzug durch die Lausitz (18. März – 5. Mai 1432) zahlreiche Städte zerstörten und plünderten. Seit 1832 wird dieses Ereignisses jährlich mit dem dreitägigen Bernauer Hussitenfest gedacht (außer in der DDR-Zeit).
Das Bier und die Tuchproduktion machten die Stadt im Mittelalter weit über die Grenzen der Mark Brandenburg hinaus bekannt. Über Jahrhunderte hinweg galt das Bier als das beste der Mark, und die gute Haltbarkeit machte es zum Exportschlager. Noch im 17. Jahrhundert wurden jährlich 30.000 Tonnen Bier in andere Städte und Gemeinden – auch außerhalb der Mark Brandenburg – geliefert. Im Heimatmuseum vermitteln prächtige Trinkgefäße, Schleppkannen und Schankzeug einen Eindruck von der Bierbrauerei in Bernau.
Während der Hexenverfolgungen zwischen 1536 und 1658 wurden 25 Frauen und drei Männer wegen angeblicher Zauberei verfolgt, gefoltert und hingerichtet, darunter Dorothea Meermann und Catarina Selchow. Von der Künstlerin Annelie Grund wurde das Denkmal für die Opfer der Hexenverfolgung in Bernau geschaffen mit der Inschrift: „der Hexerei beschuldigt, gefoltert, getötet“. Es wurde am 31. Oktober 2005 eingeweiht. Die Stadtverordnetenversammlung von Bernau bei Berlin beschloss am 6. April 2017 die sozialethische Rehabilitierung der Opfer der Hexenprozesse.
Die starken Stadtmauern erschwerten jeden Angriff auf die Stadt. 1598 wütete die Pest so stark, dass alleine in dem Jahr 1137 Menschen daran verstarben. Der Dreißigjährige Krieg und die Pest machten aus Bernau eine verarmte und verödete Stadt. Dies änderte sich erst, als Kurfürst Friedrich III. französische Glaubensflüchtlinge (Hugenotten) ins Land holte. 1699 wurden 25 Familien in Bernau aufgenommen. Darunter waren ausgezeichnete Handwerker, Bauern, Wissenschaftler und Kaufleute. Von der Blütezeit der Stadt sind bis in das 21. Jahrhundert Bauwerke erhalten.

### Vom 19. Jahrhundert bis zum Ende des Zweiten Weltkriegs

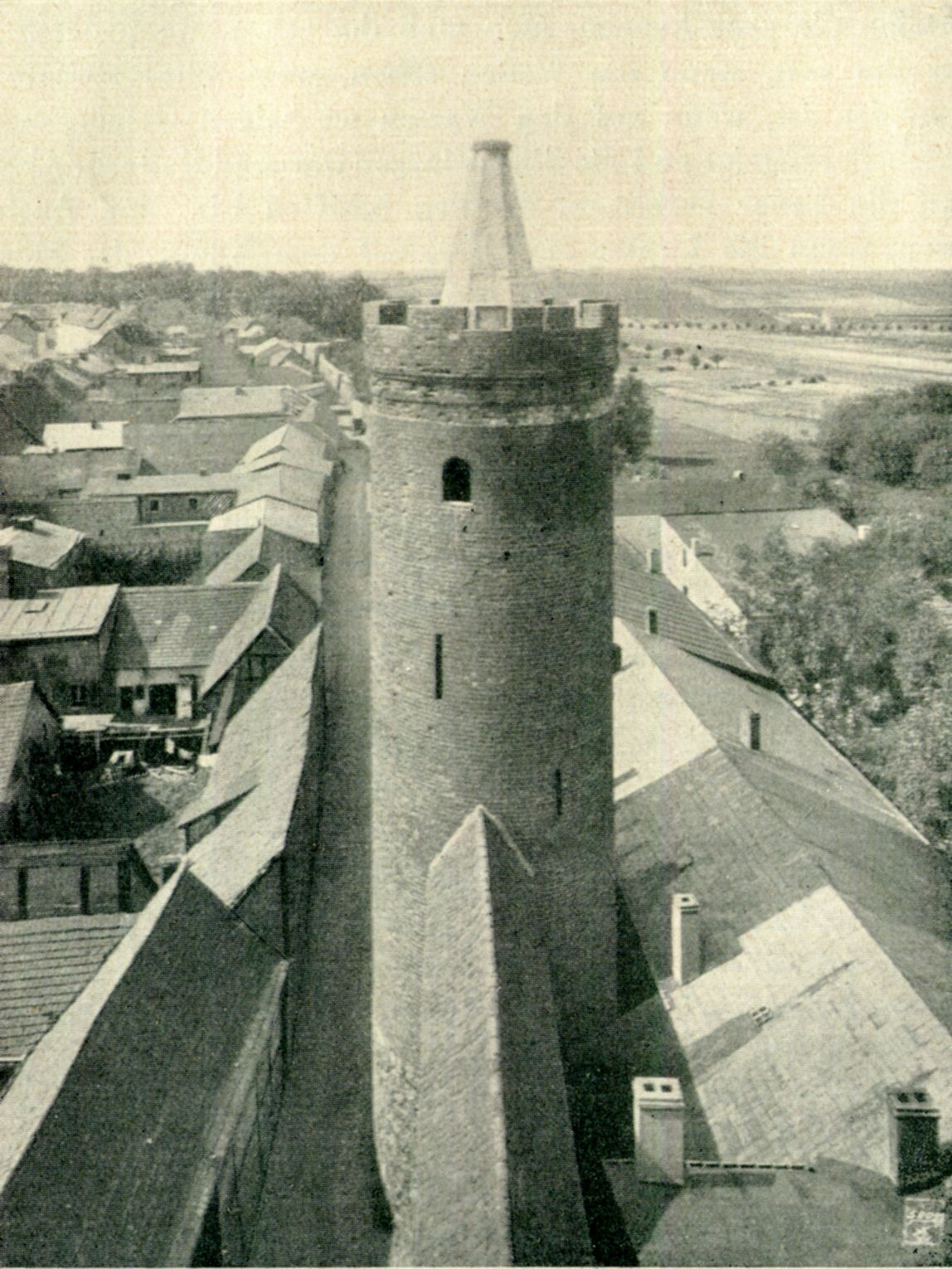
Bernauer Stadtbefestigung um 1930

Zwischen 1806 und 1815 hatten die Einwohner unter der Besetzung französischer Soldaten sehr zu leiden, da die Stadt ein wichtiger Etappenort der französischen Armee war.
Seit 1817 gehörte Bernau zum Kreis Niederbarnim in der preußischen Provinz Brandenburg.
Im 19. Jahrhundert erlebte die Stadt einen Aufschwung. Am 30. Juli 1842 wurde die Eisenbahnstrecke Berlin – Eberswalde der Berlin-Stettiner Eisenbahn-Gesellschaft eingeweiht. Seit 1924 verbindet die erste elektrisch betriebene Stadtschnellbahn Bernau mit Berlin. Die Nähe zur aufstrebenden Hauptstadt begünstigte in Bernau den gewerblichen Aufschwung. Wachstum und Industrialisierung blieben jedoch nicht ohne Konflikte, und es bildeten sich in Bernau seit Mitte des 19. Jahrhunderts Ausläufer der sozialistischen Arbeiterbewegung.
Um das Jahr 1927 errichtete die Reichswehr, aus der im Jahr 1935 die Wehrmacht wurde, auf einem bis dahin ungenutzten Gelände an der Schwanebecker Chaussee das Heeresbekleidungsamt. Der Gebäudekomplex aus einem verwinkelten Haupthaus und mehreren zugeordneten Einzelhäusern entstand aus splitterfestem Beton, der aber mit Backsteinen verkleidet wurde. Das Bauwerk und die dort bis zu 1300 Beschäftigten galten seit seiner Erbauung als kriegswichtig. Hier wurden vor allem die Uniformen der Wehrmachtstruppen hergestellt und eingelagert. Selbst nach intensiver Nachnutzung zwischen 1945 und 1991 durch die Sowjetarmee sind ursprüngliche Schriftzüge in Frakturschrift wie Rauchen verboten erhalten. Die ursprünglichen Backsteinbauten wurden im 21. Jahrhundert unter Denkmalschutz gestellt.
Dem Abzug der Sowjetarmee 1994 folgten ein jahrelanger Leerstand und mehrere Projektideen. Teilflächen entlang der Schwanebecker Chaussee gelangten an die Firma Lidl und ein Wohnungsbauunternehmen.
Den Rest erwarb im Jahr 2018 die Nordland GmbH aus Langenhagen, und sie ließ einen Bebauungsplan ausarbeiten. Dieser sieht den Abriss von Bauten, die nach dem Zweiten Weltkrieg errichtet worden waren, die Entgiftung der Flächen, die Entsorgung von Tank und anderen unterirdischen Hinterlassenschaften und anschließend den Bau eines Wohnkomplexes mit maximale 2000 Wohneinheiten vor. Der Plan erhielt in der Ratssitzung von Bernau im Mai 2021 noch nicht die Zustimmung, sondern er soll noch ein zweites Mal öffentlich ausgelegt werden.
Die Bundesschule des Allgemeinen Deutschen Gewerkschaftsbundes (ADGB) wurde am 2. Mai 1933 zu einer Reichsführerschule der NSDAP und der DAF enteignet. Ab 1936 bis 1945 wurden hier die Einsatzgruppen der Sicherheitspolizei und des SD ausgebildet. Ab Sommer 1943 gab es in der Stadt ein Außenlager des KZ Sachsenhausen, von dem 300 Häftlinge bei Arbeiten in einer Polizeidienststelle eingesetzt wurden. Ein Mahnmal vor dem Bahnhof auf einer Grünanlage an der Breitscheidstraße erinnert seit dem 11. September 1949 an die Opfer des Faschismus auch unter Sinti und Roma.
Am Morgen des 20. April 1945 wurde Bernau von der Roten Armee eingenommen. Von Zerstörungen blieb die Stadt im Zweiten Weltkrieg weitgehend verschont, es gab ja fast keine Industrieansiedlungen. Für die sowjetischen Opfer wurde im Stadtpark ein sowjetischer Ehrenfriedhof errichtet, auf dem 425 gefallene Soldaten bestattet liegen.

### SBZ/DDR

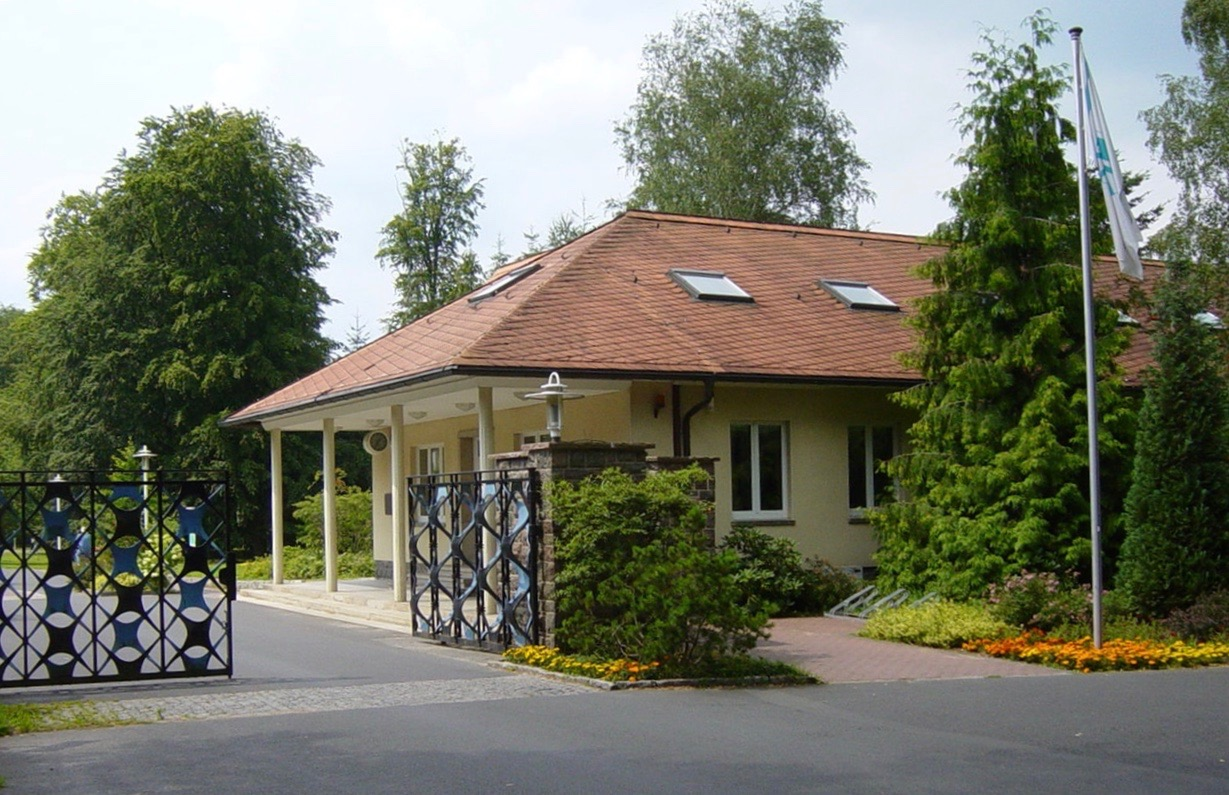
Haupteingang/Wache zum früheren „Innenring“ der Waldsiedlung (Aufnahme: Juli 2004)

Konrad Wolf war im April 1945 mit 19 Jahren für kurze Zeit der erste Stadtkommandant im Auftrag der SMAD. Dieses prägende Erlebnis verarbeitete er in dem DEFA-Film Ich war neunzehn.
 Mit dem Einmarsch der Sowjetarmee wurde das frühere Heeresbekleidungsamt zu einem Nachschub- und Versorgungsdepot. Später hatte die 90. Panzerdivision der Gruppe der Sowjetischen Streitkräfte in Deutschland ihren Standort in der ummauerten Einrichtung. Die Soldaten und Offiziere zogen in die Gebäude ein und nutzten sie auch zu kulturellen Zwecken. Auf dem Gelände wurden nach und nach Panzer-Garagen, Sporteinrichtungen und andere Wirtschaftsbauten hinzugefügt.
In den 1980er Jahren ließ die Stadtverwaltung große Teile der meist aus Fachwerkhäusern bestehenden Bernauer Altstadt abreißen und weitestgehend durch Neubauten in einheitlicher Plattenbauweise ersetzen. Eine diskutierte Sanierung der stark verfallenen Altbausubstanz war den damals Verantwortlichen zu teuer. Bernau wurde damit zu einer von drei Modellstädten für den Umgang der DDR mit der Denkmalpflege – während in dieser Stadt großflächig abgerissen wurde, gab es in Greifswald eine Mischung aus Abrissen und Sanierungen, und in der Stadt Quedlinburg eine weitgehende Sicherung und Sanierung der Altstadt, letztere gehört seit den 2000er Jahren zum UNESCO-Weltkulturerbe.
Von 1952 bis 1990 war Bernau Kreisstadt des gleichnamigen Landkreises im DDR-Bezirk Frankfurt (Oder).

### Nach der Wende
Trotz der politischen und verwaltungsmäßigen Änderungen infolge der deutschen Wiedervereinigung (Neubildung des Landes Brandenburg) blieb Bernau bis 1993 Kreisstadt. Mit einer Verwaltungsreform im Jahre 1993 verlor die Stadt diesen Status und wurde in den neugebildeten Landkreis Barnim eingegliedert. Da der Zusatz bei Berlin, in Abgrenzung zu zahlreichen anderen Orten mit dem Namen ‚Bernau‘, auch schon früher Verwendung fand, trägt die Stadt diesen seit dem 1. April 1999 offiziell.
Im Jahr 1991 zog die Sowjetarmee komplett ab und hinterließ in einigen Innenräumen des ehemaligen Heeresbekleidungsamtes einfachste Wandmalereien, alte Wandzeitungen und Europa-Landkarten. Persönliche Ausrüstungsgegenstände wie defekte Militärkleidung wurden gefunden. Das freigeräumte Gelände fiel in einen Dornröschenschlaf, den nur Graffiti-Sprayer störten. Diese bemalten im Laufe der folgenden 25 Jahre sämtliche erreichbaren Räumlichkeiten. Hier finden sich nun (Stand im Mai 2018) Bilder von regionalen Streetart-Künstlern wie Tobo oder Anders „Strøk“ Gjennestad.
Nach mehreren erfolglosen Versuchen zur Nutzung des Geländes wie die Ansiedlung eines Autoparks zu Beginn des 21. Jahrhunderts konnte im Jahr 2017 ein Investor gefunden werden. Dieser plant, auf dem Gelände insgesamt 2000 Wohnungen zu errichten oder in den zu rekonstruierenden und denkmalgeschützten Gebäuden unterzubringen (rund 1400). Die übrigen etwa 600 Wohnungen werden Neubauten sein. Zusätzlich werden Kindertagesstätten, eine Schule und Geschäfte gebaut. Seit dem Frühjahr 2018 fanden umfangreiche Baumfällungen und Abrissarbeiten statt. Im Frühjahr 2021 sind bereits die Panzergaragen abgeräumt und die historischen Gebäude größtenteils entkernt. Schon Ende der 1990er Jahre war eine kleine Fläche im Nordbereich an der Chaussee freigeräumt worden, wo sich ein Lidl-Markt ansiedelte und zahlreiche Wohnungen entstanden.
Zum 1. Januar 2011 erhielt Bernau den Status einer Großen kreisangehörigen Stadt.

## Sagen

### Entstehung der Stadt
Der Sage nach veranlasste der Askanier Albrecht der Bär, 1157 Gründer der Mark Brandenburg und ihr erster Markgraf, bereits 1140 die Gründung einer Stadt. Nach einer Jagd in der Heide nördlich von Berlin ließ er sich bei der Rast in einem Gasthof ein Bier ausschenken. „Weil ihm dies so außerordentlich gut mundete“, soll er beschlossen haben, just an dieser Stelle eine Stadt zu gründen. Er befahl schließlich den Bewohnern der damaligen Dörfer Schmetzdorf, Lindow und Lüpenitz in die neue Stadt zu ziehen. Diese bekam den Namen Bärnau nach seinem Gründer. „Die vorherigen Dörfer verschwanden oder blieben nur als kleine unbedeutende Siedlungen bestehen, der gute Ruf des Bieres jedoch konnte sich weiterhin erhalten.“
Zu dieser Sage ist zu bemerken: Es gibt keinen einzigen urkundlichen Beleg dafür, dass Albrecht der Bär sich tatsächlich in der späteren Mark zwischen Elbe und Oder aufgehalten hat, anders als sein Sohn Otto I., der zum Schluss gemeinsam mit dem Vater als Markgraf amtete. Um 1140 herrschten in der Gegend von Bernau die slawischen Lutizen, die noch keine Gasthäuser (tabernae) kannten; auch ist nichts über slawische Bierproduktion bekannt. Städtegründungen sind östlich der Elbe erst seit 1159 überliefert. Die slawischen Zentralorte waren Burgwälle. Die Ableitung des Ortsnamens Bernau aus „Bär“ (oder gar von Albrecht dem Bären) ist – ebenso wie in Berlin – Volksetymologie. Als am wahrscheinlichsten gilt die Herleitung aus dem slawischen Personennamen Barnim (der Name zahlreicher Pommernfürsten).

### Warum es um Bernau keine Schlangen gibt
Als die Glocke von Bernau gegossen wurde, gab man den Einwohnern auf, all ihr Metall für den Guss der Glocke zu spenden. Jeder trug herbei, was er an Metall entbehren konnte. Als ein altes Weib, das als Hexe verschrien war, ihre Schürze öffnete und Kreuzottern und andere Schlangen in die Glut gab, war die Bestürzung groß. Doch der Klang der Bernauer Glocke hat alle Schlangen verschreckt. Es gibt keine Giftschlangen in und um Bernau.

### Vom Bernauer Bier

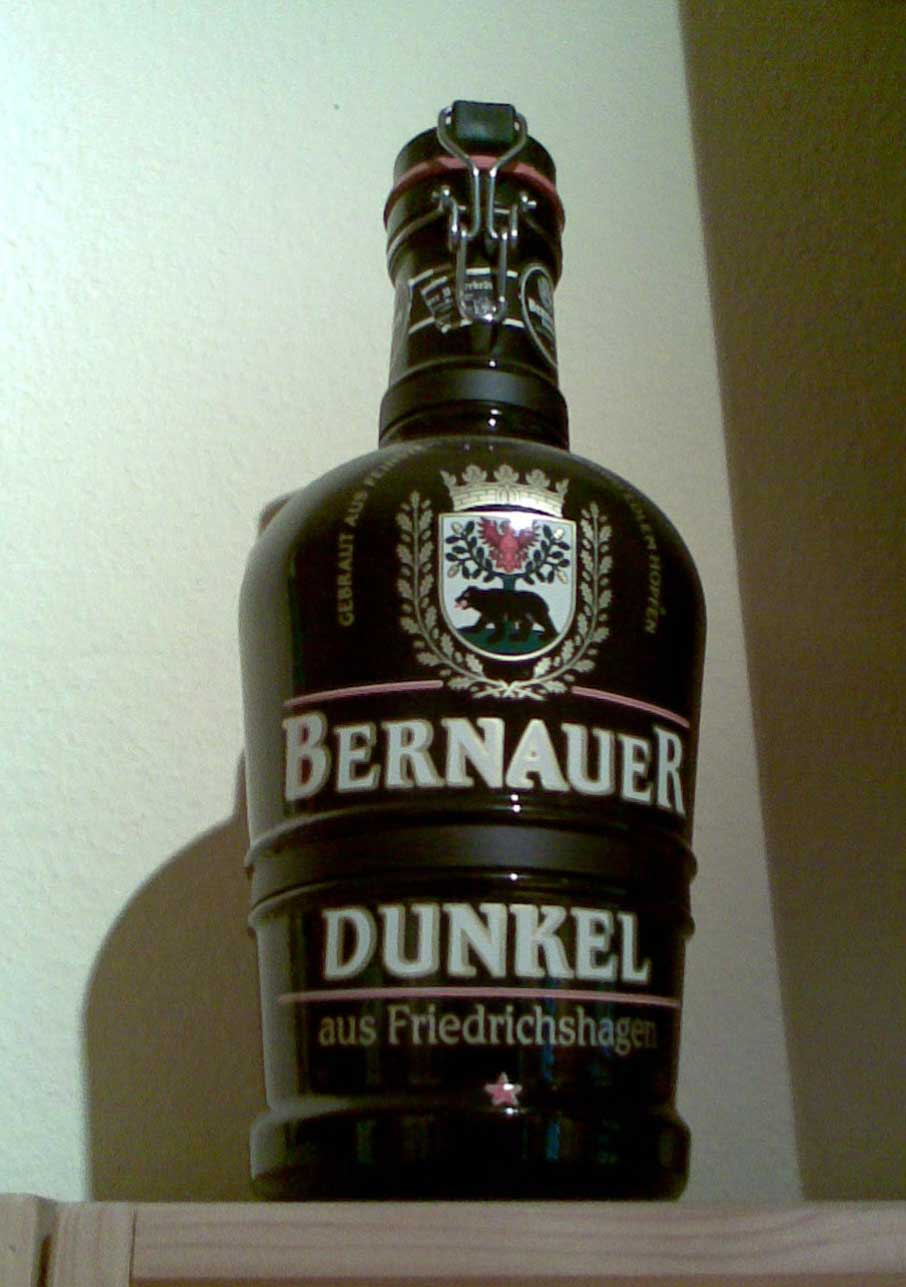
Bernauer Bier als Qualitätsbezeichnung

Das Bernauer Bier war schon früh überregional bekannt, in vielen Schankstuben erhältlich und hochgelobt in Lied und Anekdote. So sei einst ein Berliner Lehrjunge, der seinem Lehrherrn eine Zinnflasche mit „Bernauer Bier“ füllen sollte, deshalb nach Bernau gewandert. Vom langen Weg tief in der Nacht mit der späten Erkenntnis zurückgekehrt, dass er das Bier in jedem Berliner Wirtshaus hätte kaufen können, vergrub er aus Angst vor Strafe die in Bernau gefüllte Flasche am Stadttor und ging zu den Soldaten. Inzwischen Hauptmann geworden, besuchte er seinen alten Lehrherrn und erzählte ihm die Geschichte seines Verschwindens. Er konnte den Ungläubigen überzeugen, indem er die versteckte Flasche mit dem Bernauer Bier zum Vorschein brachte. Es soll nach all den Jahren noch vorzüglich geschmeckt haben.

## Bevölkerungsentwicklung
Bernau hat 44597 Einwohner (Stand: 2024)

## Politik

### Stadtverordnetenversammlung
Die Stadtverordnetenversammlung von Bernau besteht aus 36 Stadtverordneten und dem hauptamtlichen Bürgermeister. Die Kommunalwahl am 9. Juni 2024 führte zu folgendem Ergebnis:
| Partei / Wählergruppe                  | Stimmenanteil 2019 | Sitze 2019 |        | Stimmenanteil 2024 | Sitze 2024 |
| BVB / Freie Wähler                     | 21,5 %             | 8          | 22,1 % | 8                  |            |
| AfD                                    | 12,1 %             | 4          | 19,7 % | 7                  |            |
| CDU                                    | 14,0 %             | 5          | 15,5 % | 6                  |            |
| Die Linke                              | 20,7 %             | 7          | 15,0 % | 5                  |            |
| SPD                                    | 10,6 %             | 4          | 08,9 % | 3                  |            |
| Bündnis für Bernau                     | 06,9 %             | 3          | 07,5 % | 3                  |            |
| Bündnis 90/Die Grünen                  | 08,2 %             | 3          | 06,3 % | 2                  |            |
| Die PARTEI                             | 02,3 %             | 1          | 02,7 % | 1                  |            |
| FDP                                    | 01,6 %             | 1          | 01,3 % | 1                  |            |
| Einzelbewerber Hans Link               | –                  | –          | 00,6 % | –                  |            |
| Einzelbewerber Andreas Neue            | –                  | –          | 00,4 % | –                  |            |
| Piraten                                | 01,3 %             | –          | –      | –                  |            |
| Listenvereinigung Lobetaler für Bernau | 00,8 %             | –          | –      | –                  |            |
| Insgesamt                              | 100 %              | 36         | 100 %  | 36                 |            |

### Bürgermeister
In der Chronik von Tobias Seiler ist das Amt des Bürgermeisters ab 1406 dokumentiert. Bis 1662 gab es stets vier Bürgermeister, die regelmäßig wechselten, sodass jeweils zwei amtierend und zwei beratend tätig waren. Danach gab es zwei Bürgermeister, einen regierenden und einen beratenden. Ab 1719 wechselten die Bürgermeister nicht mehr und blieben beständig im Amt. Es gab zum einen den dirigierenden oder Justizbürgermeister (Consul dirigens), der nicht nur den obersten Rang der Stadtverwaltung innehatte, sondern der oberste Stadtrichter war. Daneben gab es den Polizeibürgermeister (Proconsul), der für Kommunal- und Polizeiangelegenheiten verantwortlich war. Die Bürgermeister wurden durch den Magistrat der Stadt frei gewählt, wobei aber eine Bestätigung durch staatliche Behörden notwendig war. Am 19. Dezember 1808 trat die Ordnung für sämtliche Städte der preußischen Monarchie in Kraft, und es gab nur noch einen Bürgermeister.
Die dokumentierten Bürgermeister seit dieser Städteverordnung sind:
- 1809–1817: Johann George Ludwig Braun (ab 1765 Polizeibürgermeister)
- 1818–1847: Christian Heinrich Juncker
- 1848–1850: Ernst Tobias Böhmer
- 1851–1854: Adolf Weckwarth
- 1857–1869: Carl Lange
- 1869–1875: Julius Zimmermann
- 1876–1880: Emil Kraatz
- 1880–1884: Otto Paetzold
- 1916–1928: Oswald Gericke
- 1931–1945: Heinrich Höhn
- 1945: Karl Kracht (ehemals SPD), vom 26. April bis 30. Mai
- 1945–1946: Oswald Gericke
- 1946–1951: Willy Toups
- 1951–1952: Hans Paulini
- 1953–1961: Otto Losensky
- 1961–1965: Hans Armer
- 1965–1979: Ernst Hube
- 1979–1990: Joachim Klein
- 1990–1993: Ulrich Gerber (SPD)
- 1993–2014 (30. März): Hubert Handke (CDU)
- 2014 (März–Oktober): Michaela Waigand (interim)[35]
- seit 13. Oktober 2014: André Stahl (Die Linke)

Bis zum 30. März 2014 bekleidete Hubert Handke (CDU) das Amt in seiner dritten Amtsperiode. An diesem Tage wurde er durch einen Bürgerentscheid mit 60,4 % der gültigen Stimmen seines Amtes enthoben. Bis zur Neuwahl im Herbst 2014 amtierte seine Stellvertreterin Michaela Waigand als Interimsbürgermeisterin.
Am 14. September 2014 wählten die Bernauer Einwohner während der Landtagswahl einen neuen Bürgermeister. Da keiner der drei Kandidaten die absolute Mehrheit erreichte, erfolgte am 28. September 2014 eine Stichwahl, bei der sich André Stahl (Die Linke) mit 60,7 % der gültigen Stimmen gegen Michaela Waigand (CDU) durchsetzte.
Bei der Bürgermeisterwahl am 19. Juni 2022 wurde Stahl bei einer Wahlbeteiligung von 44,3 % mit 64,2 % der gültigen Stimmen in seinem Amt bestätigt. Seine Amtszeit beträgt acht Jahre.

### Wappen
| Wappen von Bernau | Blasonierung: „In Silber auf grünem Rasen ein sich teilender grüner Eichbaum mit goldenen Früchten, darüber schwebend der brandenburgische Adler mit Bewehrung und Kleestengeln in Gold, vor dem Stamm ein schreitender schwarzer Bär mit roter Zunge und Bewehrung.“ |
| Wappen von Bernau | Wappenbegründung: Eine Sage berichtet über die angebliche Stadtgründung 1139 durch Albrecht den Bären. Möglicherweise gelangte in Anspielung auf diese Sage der Bär in das Wappen. Denn der aus dem Slawischen kommende Namen der Stadt hat keine Beziehung zu diesem Tier, sondern bedeutet so viel wie „Ort am Sumpf“. Der Eichenbaum im Wappenbild, einst eine Linde, verweist auf die waldreiche Gegend des Barnim. Der rote brandenburgische Adler deutet auf die ehemaligen Stadtherren, die im ersten Drittel des 13. Jahrhunderts der Siedlung das Stadtrecht verliehen. Aus dieser Zeit könnte auch das Wappen stammen. Das Wappen wurde am 30. Juni 1992 durch das Ministerium des Innern genehmigt. |

### Flagge
„Die Flagge ist Grün – Weiß – Rot (1:1:1) gestreift und mittig mit dem Stadtwappen belegt.“

### Dienstsiegel
Das Dienstsiegel zeigt das Wappen der Stadt mit der Umschrift STADT BERNAU BEI BERLIN • LANDKREIS BARNIM.

### Städtepartnerschaften
Bernau unterhält Partnerschaften zur französischen Stadt Champigny-sur-Marne, zum rheinländischen Meckenheim sowie zur polnischen Stadt Skwierzyna (Schwerin an der Warthe).

## Sehenswürdigkeiten und Kultur
- Liste der Baudenkmale in Bernau bei Berlin
- Liste der Bodendenkmale in Bernau bei Berlin
- Liste der Naturdenkmale in Bernau bei Berlin
- Liste der Flurnamen in Bernau bei Berlin

### Bauhausdenkmal Bundesschule Bernau

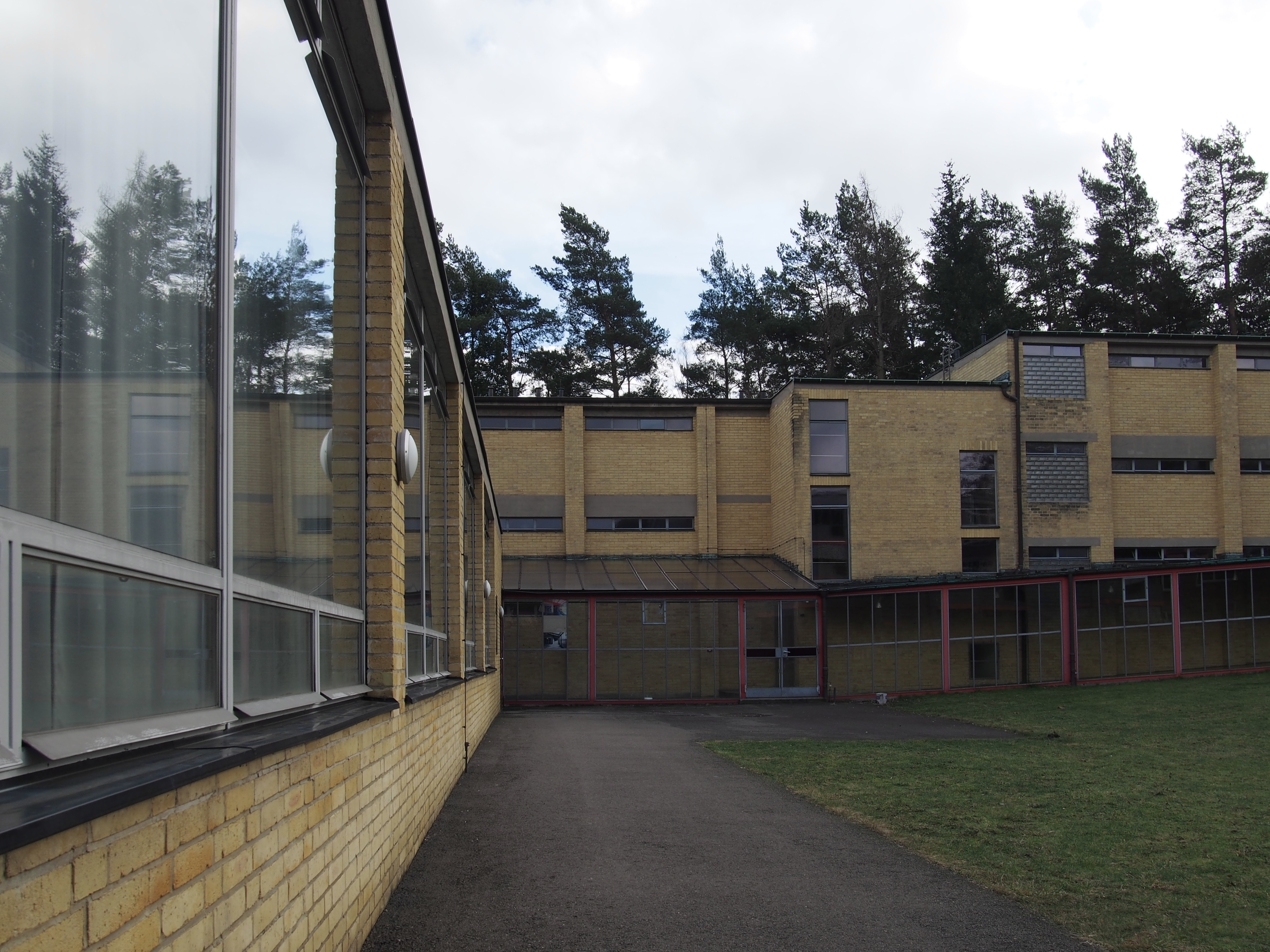
Bundesschule Bernau

Im Nordwesten des Stadtgebiets im Ortsteil Bernau-Waldfrieden befindet sich das größte Bauhausobjekt neben dem Bauhaus selbst – die ehemalige Bundesschule des Allgemeinen Deutschen Gewerkschaftsbundes. Bernau war seit 1930 Sitz dieser Schule. Nach der Schließung durch die Nationalsozialisten im Jahr 1933 diente sie als Reichsführerschule für den SD und für die Deutsche Arbeitsfront. Ab 1945 nach Ende des Zweiten Weltkrieges war das Gebäude zunächst Lazarett der Roten Armee und später Gewerkschaftshochschule „Fritz Heckert“ des FDGB. Das Gebäude, das seit 1977 auf der Denkmalliste des Bezirkes Frankfurt/Oder eingetragen war, ist auch nach der politischen Wende in der Denkmalliste des Landes Brandenburg enthalten. Im Auftrag der Handwerkskammer Berlin wurde es in den späten 1990er Jahren unter Leitung der BRENNE-Gesellschaft von Architekten mbH saniert. Der World Monuments Fund (WMF) in New York hat die Architekten für die Instandsetzung mit dem WMF-Knoll-Modernism-Prize 2008 ausgezeichnet. Im Juli 2017 wurde die ehemalige Bundesschule zum Weltkulturerbe der UNESCO erklärt. Im Februar 2022 wurde unmittelbar auf dem Gelände ein Besucherzentrum fertig gestellt und eröffnet.

### Stadtmauer

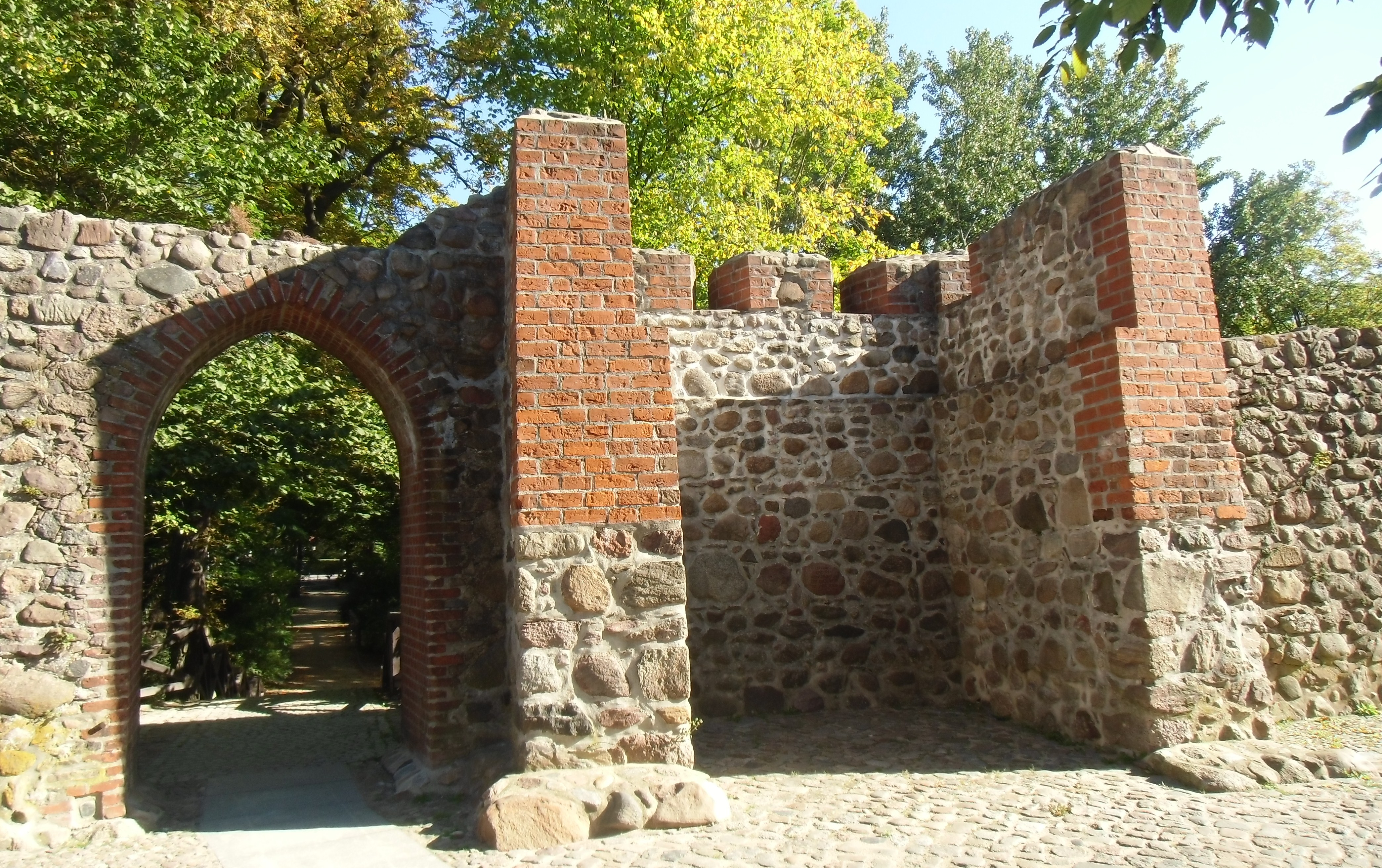
Stadtmauer

Aus dem Mittelalter sind große Teile der Stadtmauer erhalten. Die Feldsteinmauer ist bis zu 8 m hoch und ca. 1,3 km lang (einst 1,5 km). Zur Befestigungsanlage gehört ein dreifaches Wall- und Grabensystem. Die Stadtmauer war einst mit 42 Lughäusern (Wehrtürme), zwei Rundtürmen und drei Stadttoren versehen. Reste der Lughäuser sowie die Rundtürme, der Pulver- und Hungerturm sind noch vorhanden. Von den ehemals drei Stadttoren ist allein das durch zwei Wehrgänge mit dem Hungerturm verbundene Steintor im Original erhalten. Das Berliner Tor nahe der Marienkirche wurde erst in den späten 2010er Jahren nach historischen Abbildungen wieder aufgebaut. Bis dahin war es nur mittels des nachgestalteten Straßenpflasters erkennbar.
Die Befestigungsreste finden sich auch im Namen der Straße An der Stadtmauer wieder. Hier auf dem Kulturhof wurde im März 2022 eine neue Freizeitstätte, der Stadtmauertreff (Haus Nummer 12) eröffnet. Die barrierefrei zugängige Einrichtung  bietet Veranstaltungsräume, die von Vereinen und anderen Interessengruppen (Tanz, Sport, Selbsthilfe, Handarbeiten, Yoga usw.) genutzt werden können. Auch eine kleine Teeküche ist eingerichtet worden.

### Sakrale Bauwerke

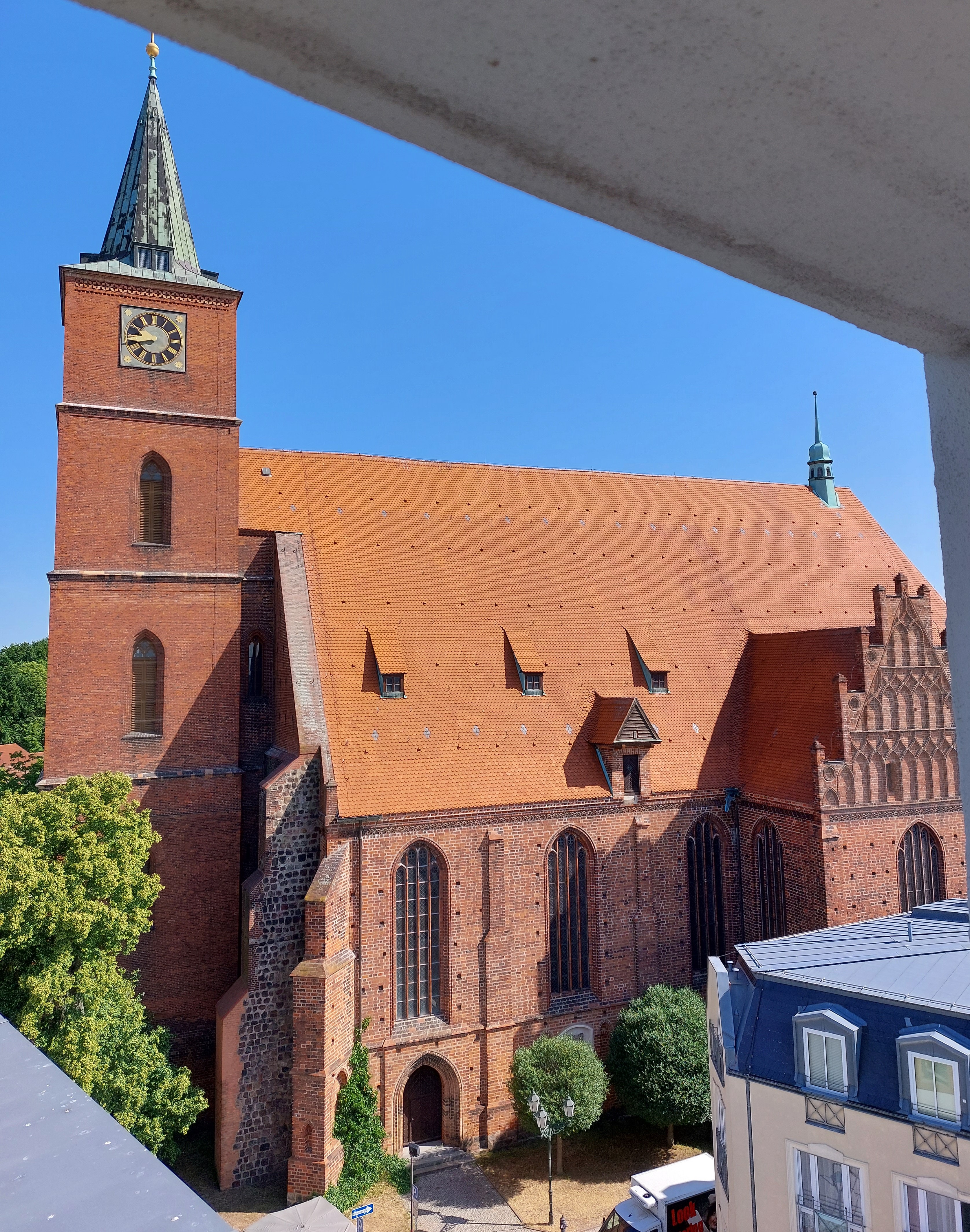
St. Marien von der Aussichtsplattform des Neuen Rathauses

Das bedeutendste Bauwerk der Stadt ist die spätgotische evangelische St. Marienkirche. Sie wurde 1519 geweiht. Im Innern birgt sie einen Flügelaltar aus der Schule des Renaissancemalers Lucas Cranach des Älteren. Hier finden sich drei seltene, evangelische Beichtstühle, die 1729 auf Veranlassung des Pfarrers Tobias Seiler angeschafft wurden. Nördlich der Kirche befindet sich die älteste Schule der Stadt, die Lateinschule aus dem 16. Jahrhundert.
Außerhalb der Stadtmauer befindet sich das Sankt-Georgen-Hospital, eine Stiftung der reichen Tuchmachergilde und Wollweber aus dem Jahr 1328, zu dem auch die St.-Georgen-Kapelle gehört.
Außerdem gibt es die 1908 eingeweihte katholische Pfarrkirche Herz-Jesu in der Nähe des Bahnhofs.

### Wohnhäuser und Kunst
Das älteste Wohnhaus der Stadt ist das Kantorhaus, das 1582/83 erbaut wurde und von 1983 bis 2010 die Musikschule beherbergte. Nachdem das Gebäude 2012 in den Besitz der Stadt übergegangen ist, soll es jetzt umfassend restauriert und einer neuen Nutzung zugeführt werden.

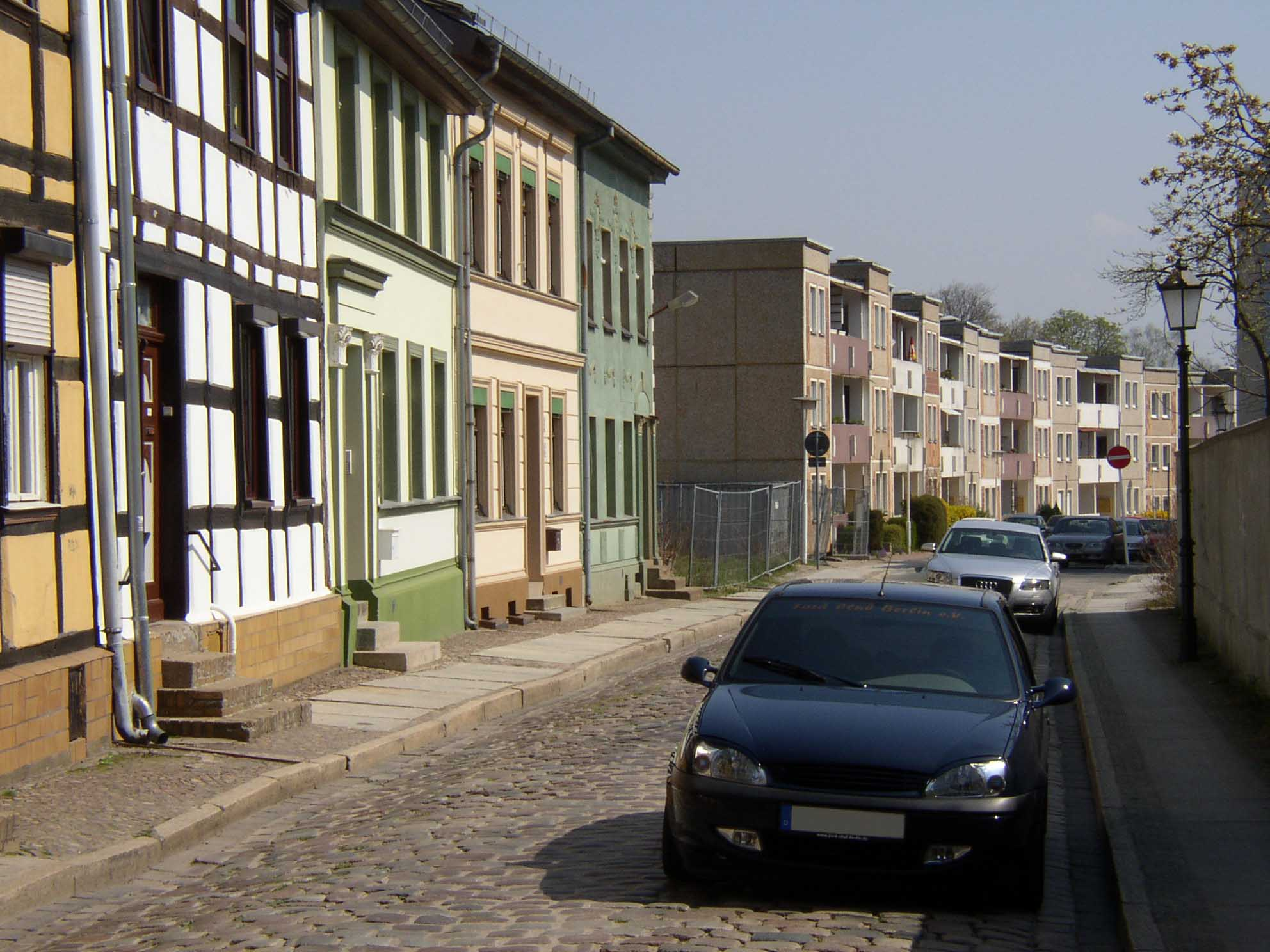
Fachwerk und Plattenbauten

Der von der Stadtmauer umgebene historische Stadtkern war bis 1975 mit kleinen, größtenteils Fachwerkhäusern bebaut. Diese vor allem zu Beginn des 19. Jahrhunderts erbauten Gebäude waren in schlechtem Zustand und wurden zu Zeiten der DDR mangels finanzieller Mittel nicht renoviert. Stattdessen wurde die Stadt dazu bestimmt, architektonisch zur sozialistischen Musterstadt umgestaltet zu werden. Die alte Bausubstanz der Innenstadt wurde zu großen Teilen abgetragen und durch Plattenbauten ersetzt. Allerdings wurde darauf geachtet, dass sich die Neubauten in das Stadtbild einfügten und ihre Höhe auf vier Geschosse begrenzt. In der Gaststätte „Schwarzer Adler“, einem Bauwerk aus dem 15./16. Jahrhundert, fand im Mai 1832 die Planung für das erste Hussitenfest statt.
2015 wurde der Stadtbrunnen auf dem Marktplatz vor dem Rathaus eingeweiht. Nach dem Entwurf des Bildhauers Jörg Engelhardt symbolisieren auf Sandsteinblöcken Wildtiere unterschiedlicher Größen aus Bronze – von Eidechsen über Vögel bis zu Bären – die verschiedenen Ortsteile von Bernau.

### Wappenuhr

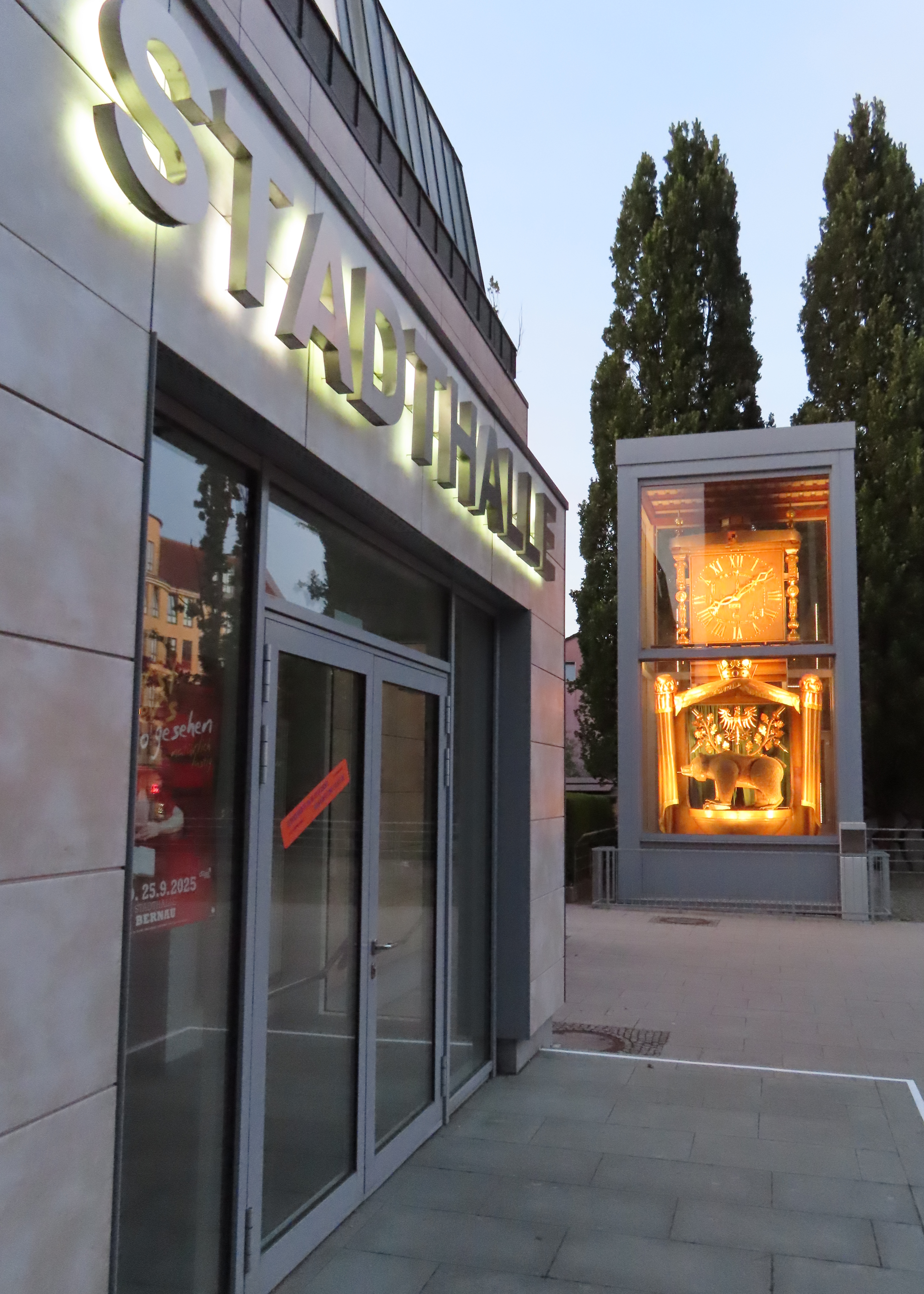
Bernauer Wappenuhr an der Stadthalle 2025

Seit 2021 steht neben der Stadthalle in der Hussitenstraße eine mechanische Wappenuhr des Kunstschmieds Wilfried Schwuchow mit den Elementen des Bernauer Wappens (Bär, Eiche und Adler), die bei ihrer Aufstellung noch nicht funktionsfähig war. Am 30. Juni 2022 wurde dieses Kunstwerk, das die Bernauer Wohnungs- und Baugesellschaft mbH (WOBAU) im Jahr 2010 bei Wilfried Schwuchow in Auftrag gegeben hatte, in einer kleinen Feierstunde eingeweiht.
Über einer acht Meter großen Uhr, die ganz normal die Zeit mittels zweier Zeiger anzeigt, sind in einer kupfernen einseitig geöffneten Laterne die Wappenelemente als dreidimensionale bewegliche Objekte aufgestellt. Am Giebel der Laterne ist eine Herrscherkrone montiert. Zweimal täglich – um 11 und um 15 Uhr – richtet sich der Bär auf, schlägt viermal an den dünnen Eichenstamm, dreht sich dann dem Betrachter zu und verneigt sich. Dazu schlägt der Adler im Hintergrund mit den Flügeln. Nach etwa einer Minute fährt der Bär in seine Grundstellung auf vier Pfoten zurück und alle Elemente stehen still. Die Konstruktion einer bewegten Wappen-Spiel-Uhr ist in der Welt einmalig.

### Rathäuser

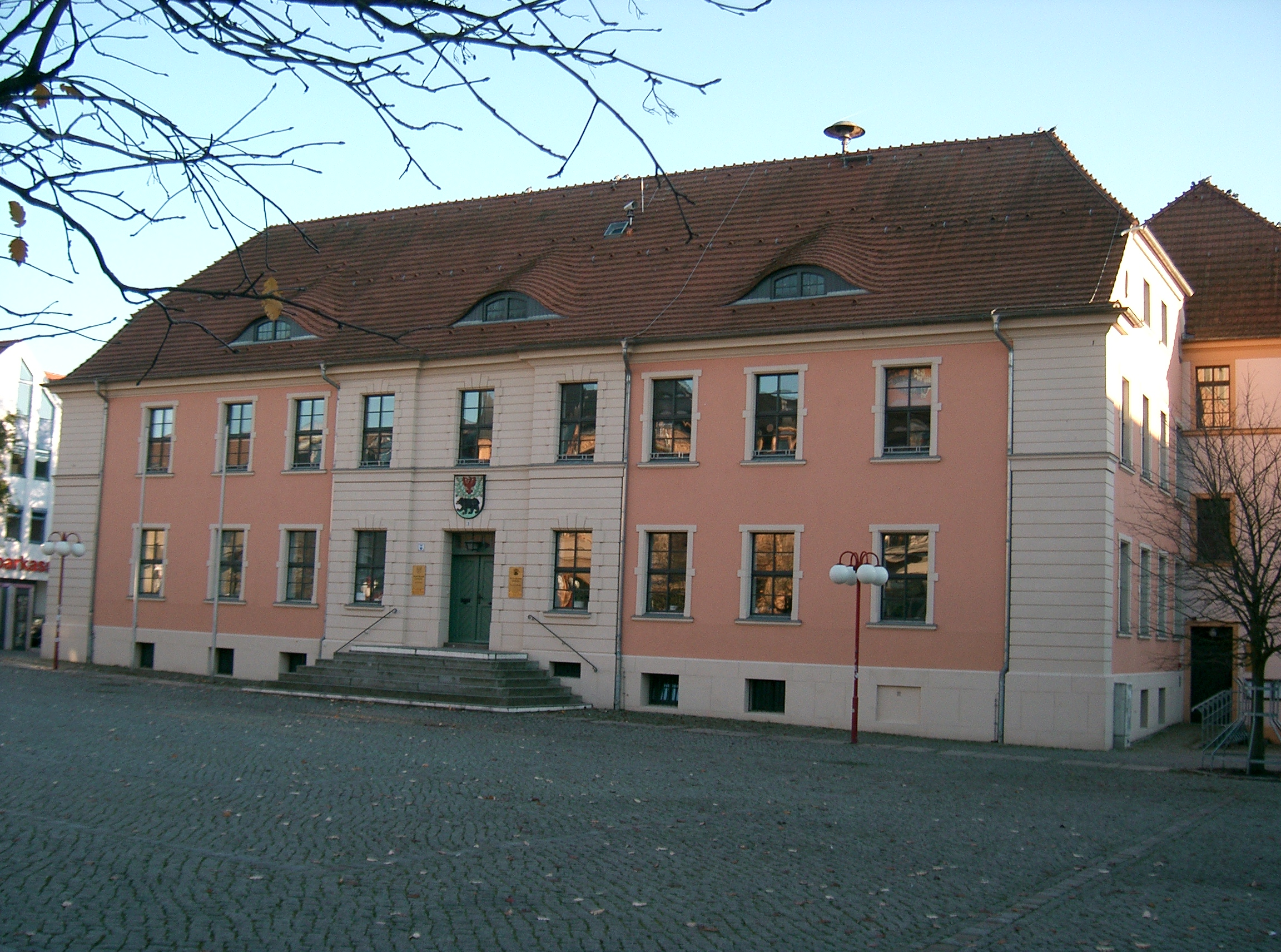
Rathaus der Stadt

Am Marktplatz befindet sich das klassizistische Rathaus von 1805, das zwischen 1995 und 2002 saniert wurde. Am Seitenflügel des Rathauses steht ein von dem Bildhauer Horst Engelhardt geschaffenes Geschichtsbuch in Bronze. In fünf Segmenten wird anhand von historischen Ereignissen die Geschichte Bernaus dargestellt.
Bereits im Jahr 2014 fand ein Bürgerentscheid statt, um zu klären, ob sich Bernau ein Rathaus anstelle des stark sanierungsbedürftigen Verwaltungsbaus an der Bürgermeisterstraße 25 leisten solle. Zur gleichen Zeit wurde ein Architekturwettbewerb initiiert. Nach großer Zustimmung der Bevölkerung beschloss die Stadtverordnetenversammlung am 13. Oktober 2016 den Neubau anstelle eines Umbaus des vorhandenen Gebäudes aus dem Jahr 1965 und schrieb anschließend die Bauleistungen aus. Den ersten Preis im Gestaltungswettbewerb gewann das studioinges Architektur und Städtebau.
Alle eingereichten Entwürfe für den Neubau wurden im Jahr 2017 im Lobetal-Eck zwei Wochen öffentlich vorgestellt.

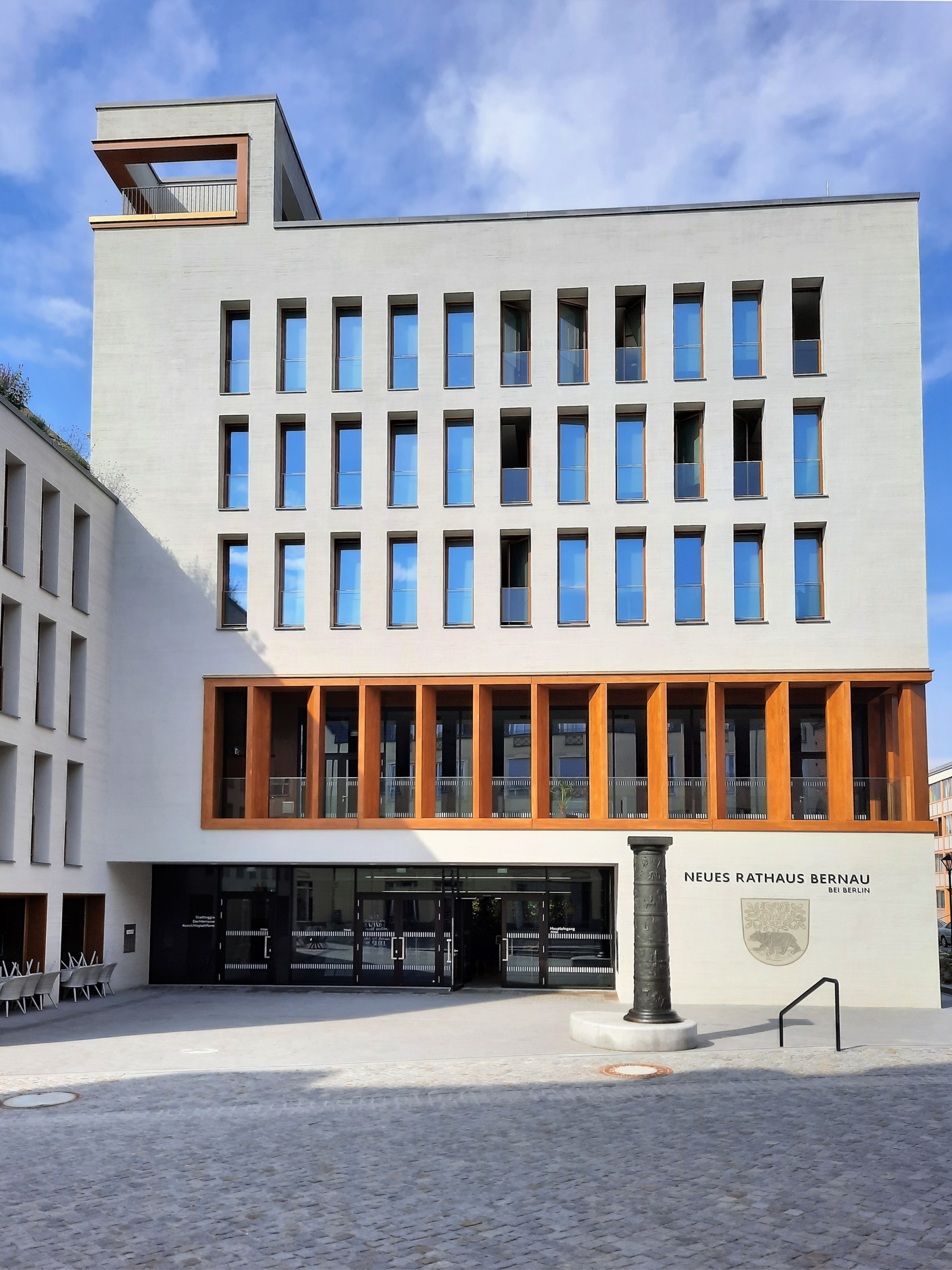
Neues Rathaus an der Ecke Bürgermeister-/Grünstraße

Nach dem Abriss des Altbaus im November 2017 legten der Bürgermeister André Stahl, die Brandenburgische Infrastruktur-Staatssekretärin Ines Jesse und der Barnimer Landrat Bodo Ihrke in einer öffentlichen Feierstunde am 30. Mai 2018 den Grundstein für einen Rathausneubau. Die Grundsteinlegung kommentierten der Bürgermeister und die Ministeriumsbeauftragte mit den Worten: „Dass man bei der Grundsteinlegung für ein neues Rathaus dabei sein kann, werden die meisten von uns wohl nur einmal im Leben erleben“. […] „Sowohl Stadtkern als auch Gründerzeitring können sich sehen lassen. Jetzt kommt es darauf an, die Innenstadt noch lebendiger zu machen und wichtige Funktionen zu stärken.“
Die Architekten hatten einen sechsgeschossigen Bau im modernen Stil entworfen. Im Februar 2019 konnte bereits das Richtfest begangen werden. Das neue Rathaus wurde am 3. Oktober 2020 eröffnet. Die Kosten für den Rathausneubau betrugen etwa 16 Millionen Euro, von denen rund 4,3 Millionen Euro aus dem Programm Städtebauförderung des Bundes und des Landes Brandenburg bereitgestellt worden waren. Die einheimische Firma Mark A. Krüger führte die Rohbauarbeiten aus, die Bauleitung hatte das Architekturbüro studioinges inne.
Dieser Neubau an der Bürgermeister- Ecke Grünstraße ergänzt nun als städtisches Dienstleistungszentrum das historische und weiter genutzte Rathaus. Hier wurden alle bisher im Stadtgebiet verstreuten Ämter zusammengeführt. Im Erdgeschoss konnte ein Restaurant eröffnet werden und es bietet einen großen Veranstaltungssaal (Bürgersaal), in dem sowohl die Stadtverordneten tagen als auch Kulturveranstaltungen organisiert werden können. Eine Tiefgarage mit bis zu 28 Stellplätzen entlastet die Parksituation im Zentrum, sie steht auch den Besuchern der Ämter offen. Und auf dem Dach befindet sich eine Terrasse mit Aussichtsplattform.

### Technikbauten und sonstige Baudenkmale

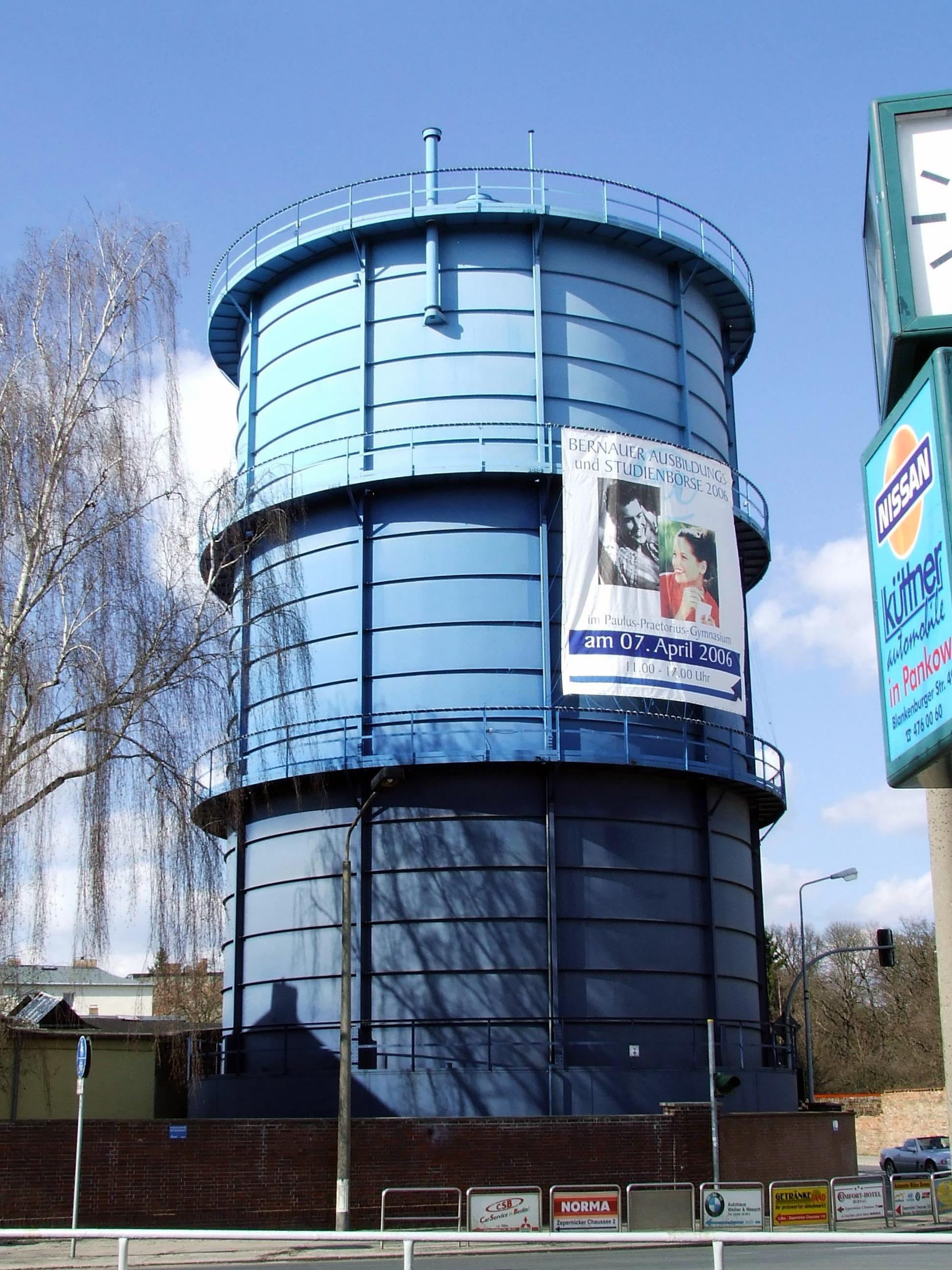
Gasometer von Bernau

Zu den technischen Denkmälern zählt das Gaswerk Bernau mit dem 1932 konstruierten Scheibengasbehälter; der Gasometer war bis zum Jahre 1966 in Funktion. 1992 wurde der Kessel restauriert und erhielt seinen dreifach abgesetzten blauen Anstrich.
Ein weiteres technisches Denkmal ist der 1911 erbaute Wasserturm Bernau mit einer Höhe von 43,9 m.
Im Ortsteil Birkholzaue steht der 115 m hohe Fernmeldeturm Birkholzaue. Der in Stahlbetonbauweise errichtete Turm besitzt im Unterschied zu fast allen anderen vergleichbaren Fernmeldetürmen keinen Antennenträger auf seiner Spitze, was ihm den Spitznamen „Bernauer Birzel“ eingebracht hat.
In der Fliederstraße im Stadtteil Blumenhag befindet sich die Sternwarte Bernau, die regelmäßig öffentliche Himmelsbeobachtungen und astronomische Vorträge anbietet.

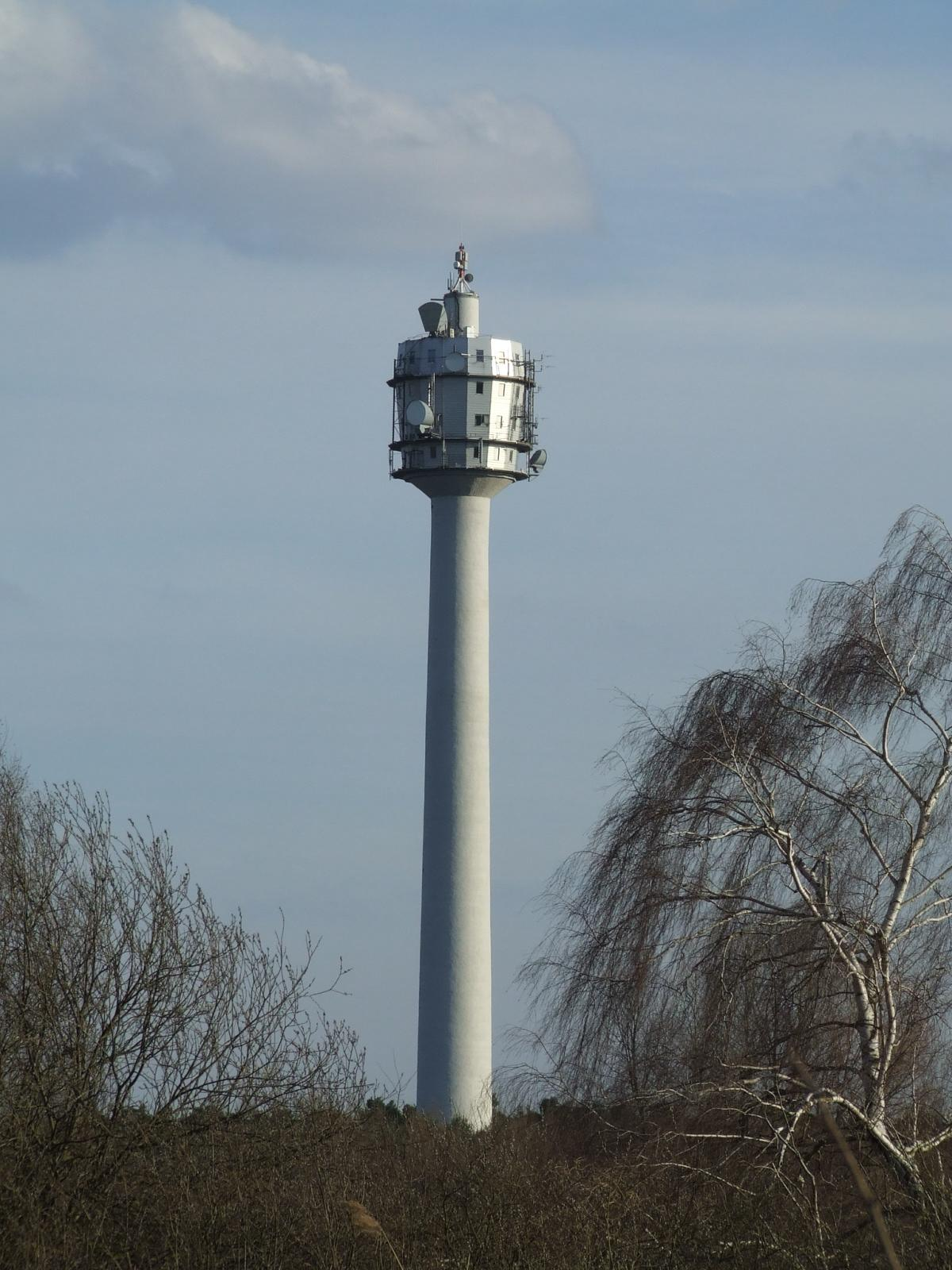
Fernmeldeturm Birkholzaue

### Museen und Denkmale
In Bernau befinden sich zwei Museen, das Heimatmuseum mit Steintor und Henkerhaus sowie das Wolf Kahlen Museum.

#### Heimatmuseum
Als Vorläufer des heutigen Heimatmuseums wurde 1882 in Bernau das erste Hussitenmuseum der Welt gegründet. Ausgestellt wurden für Beutestücke gehaltene mittelalterliche Waffen, die den Hussiten bei der erfolgreichen Verteidigung der Stadt 1432 abgenommen wurden. Als diese 1925/1926 zum Restaurieren ins Berliner Zeughaus kamen, erkannten Spezialisten darin die mittelalterliche Bewaffnung der Bernauer Bürger. Seit den 1980er Jahren sind die Sammlungen des Heimatmuseums auf die beiden Standorte Steintor und Henkerhaus verteilt. Das Steintor ist das einzige erhaltene Tor der Stadtbefestigung. Neben Waffen wird die Entwicklung der Stadt und ihrer Gewerbe dargestellt. Hervorgehoben werden die für Bernau bedeutende Bierbrauerei sowie die Textilherstellung. In der ehemaligen Wachstube ist das Modell eines hussitischen Kampfwagens ausgestellt. Direkt an der Stadtmauer liegt das Henkerhaus, die ehemalige Scharfrichterei. In dem in Ständerbauweise errichteten Fachwerkbau werden Exponate aus dem mittelalterlichen Gerichtswesen sowie ein Hussitenzimmer gezeigt. Ein anschauliches Bild des Alltagslebens vom 17. bis ins 19. Jahrhundert vermittelt die Schwarze Küche, deren alte Kochstelle nach bauarchäologischen Funden rekonstruiert wurde.

#### Wolf-Kahlen-Museum

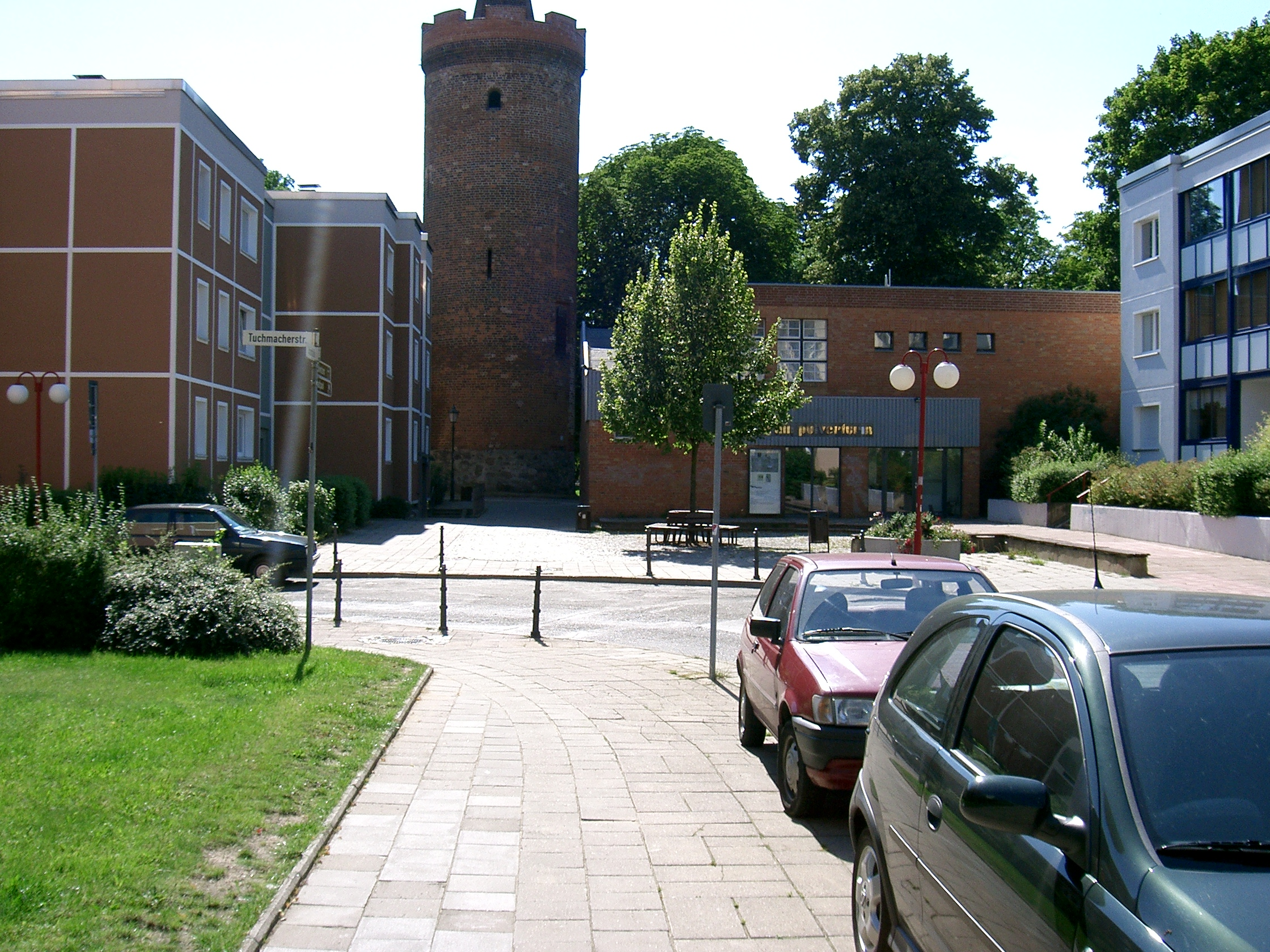
Pulverturm

Am Pulverturm befindet sich das private Medien- und Kunstmuseum des 1940 geborenen Medienpioniers Wolf Kahlen. Gezeigt werden repräsentative Arbeiten mit Materialien und Medien. Auf mehreren Hundert Quadratmetern gibt es den Videoskulpturen und -installationen, den Klangkunstwerken und Textstücken, den Architekturen, Zeichnungen, Fotoleinwänden und Internetarbeiten Raum, sich zu entfalten.

#### Denkmale
- Am nördlichen Rand der Altstadt ehrt seit 1890 ein Kriegerdenkmal die Toten der Stadt aus den Deutschen Einigungskriegen des 19. Jahrhunderts. Es besteht aus einer Säule mit der Statue der Siegesgöttin Viktoria. Der Bildhauer Friedrich Thiele erschuf das Denkmal im wilhelminischen Stil.
 Direkt gegenüber befindet sich der Ehrenfriedhof für Gefallene der Roten Armee, der in den Kunstwerkstätten der Stuckfabrik Albert Lauermann hergestellt worden war.
- Einige Meter weiter südöstlich ist am nördlichen Durchlass der Stadtmauer ein vom Bildhauer Friedrich Schötschel gestaltetes Deserteurdenkmal angebracht. Die Enthüllung fand am 15. Mai 1998, dem Tag der Kriegsdienstverweigerer, statt.
- Neben dem Henkerhaus steht ein von der Künstlerin Annelie Grund geschaffenes Denkmal für die Opfer der Hexenverfolgung in Bernau. Das Denkmal wurde am 31. Oktober 2005 eingeweiht.

### Parkanlagen
- Stadtpark: Entstanden im 17. Jahrhundert durch Einebnung von Wallanlagen und Gräben erfolgte die Parkgestaltung im 19. Jahrhundert. Im Park befinden sich mehrere Skulpturen, die anlässlich des Internationalen Bildhauersymposiums von Künstlern unter freiem Himmel geschaffen und anschließend ausgestellt wurden, so auch ein Werk Wandlung Doppelkreuz des Initiators Rudolf J. Kaltenbach.
- Külzpark: benannt nach dem deutschen Politiker und Gründungsvorsitzenden der Liberal-Demokratischen Partei Deutschlands Wilhelm Külz
- Goethepark: Die Anlage entstand in den 1920er Jahren und ersetzte einen 1878 angelegten Apothekergarten. Im Park befindet sich unter anderem eine bronzene Plastik Mann mit Ziege des Bildhauers Friedrich Schötschel.

### Regelmäßige Veranstaltungen (Auswahl)

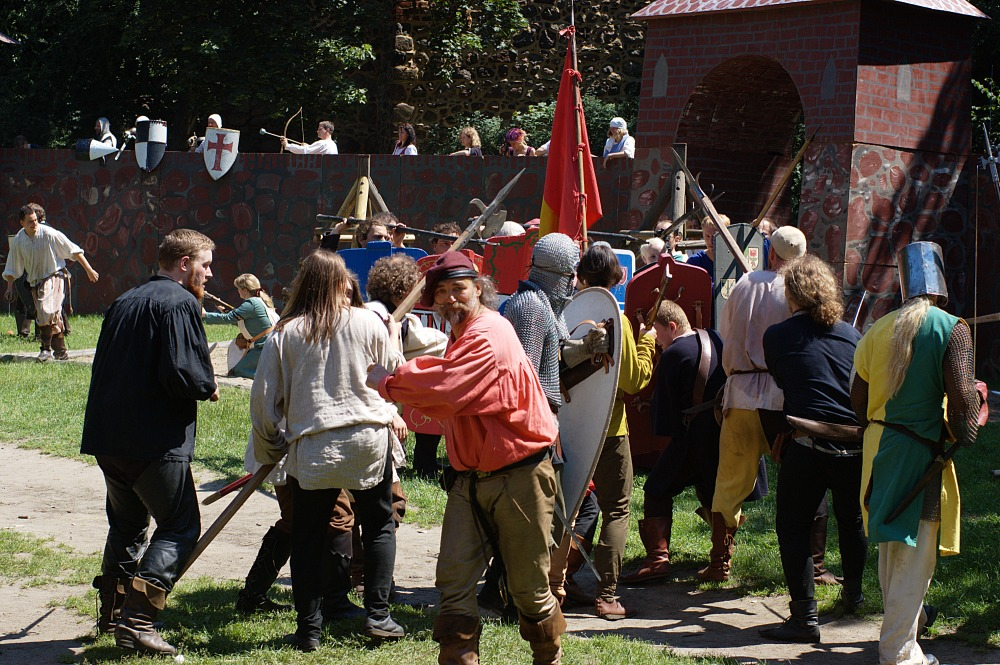
Hussitenfest Bernau 3 (539240702)

- Das bekannteste städtische Fest ist das Hussitenfest,[62] das im Jahr 1832 erstmals gefeiert wurde. Bis in die 1950er Jahre wurde es traditionell begangen und danach einige Jahrzehnte nicht mehr. Erst nach der politischen Wende besannen sich die Stadtväter auf die alte Tradition und führen das Hussitenfest seit 1992 jährlich am zweiten Juniwochenende unter großer Teilnahme der Einwohner und der Touristen wieder durch. Mehr als 1000 Akteure lassen beim Festumzug die Stadtgeschichte Revue passieren und verkleiden sich teilweise als Hussiten. Der Stadtpark gleicht an diesen Tagen einem mittelalterlichen Jahrmarkt und Heerlager.
- Im Herbst findet das Festival Alter Musik in der St.-Marien-Kirche statt. Hier treffen sich internationale und nationale Künstler und Musikliebhaber aus nah und fern. Die Auswahl der Musik ist von dem Gedanken getragen, einen musikalischen Bogen zu schlagen zwischen Alter Musik und Jazz, dessen Wurzeln und Inspiration in der klassischen Moderne stecken.
- Viermal im Jahr gibt es im Stadtpark am Steintor einen Kunst- und Handwerkermarkt. Vor der historischen Kulisse präsentieren sich Künstler und Handwerker. Dazu gibt es Musik, Tanz und Puppenspiel sowie Spezialitäten aus der Region.
- Im September finden die Bernauer Gesundheitstage statt.
- Im Herbst wird einmal jährlich ein Brandenburg-Tag organisiert, der zeitgleich auch in anderen Orten des Bundeslandes stattfindet. Das Bernauer Kulturamt und eine externe Eventagentur bereiten das Fest vor. Traditionell gibt es bei dieser Gelegenheit eine Blaulichtmeile, die zwischen dem Festgebiet der Innenstadt und dem Pankepark aufgebaut wird. Die aktuell im Einsatz verwendeten Blaulicht-Fahrzeuge (Polizei, Feuerwehr, Notarztwagen) werden auf einer Parkfläche aufgestellt, können besichtigt werden und es stehen die entsprechenden Helfer bereit, um Fragen zu beantworten. Im Jahr 2021 werden die Rettungsfahrzeuge auf dem Bahnhofsvorplatz platziert.[63]

## Wirtschaft und Infrastruktur

### Wirtschaft

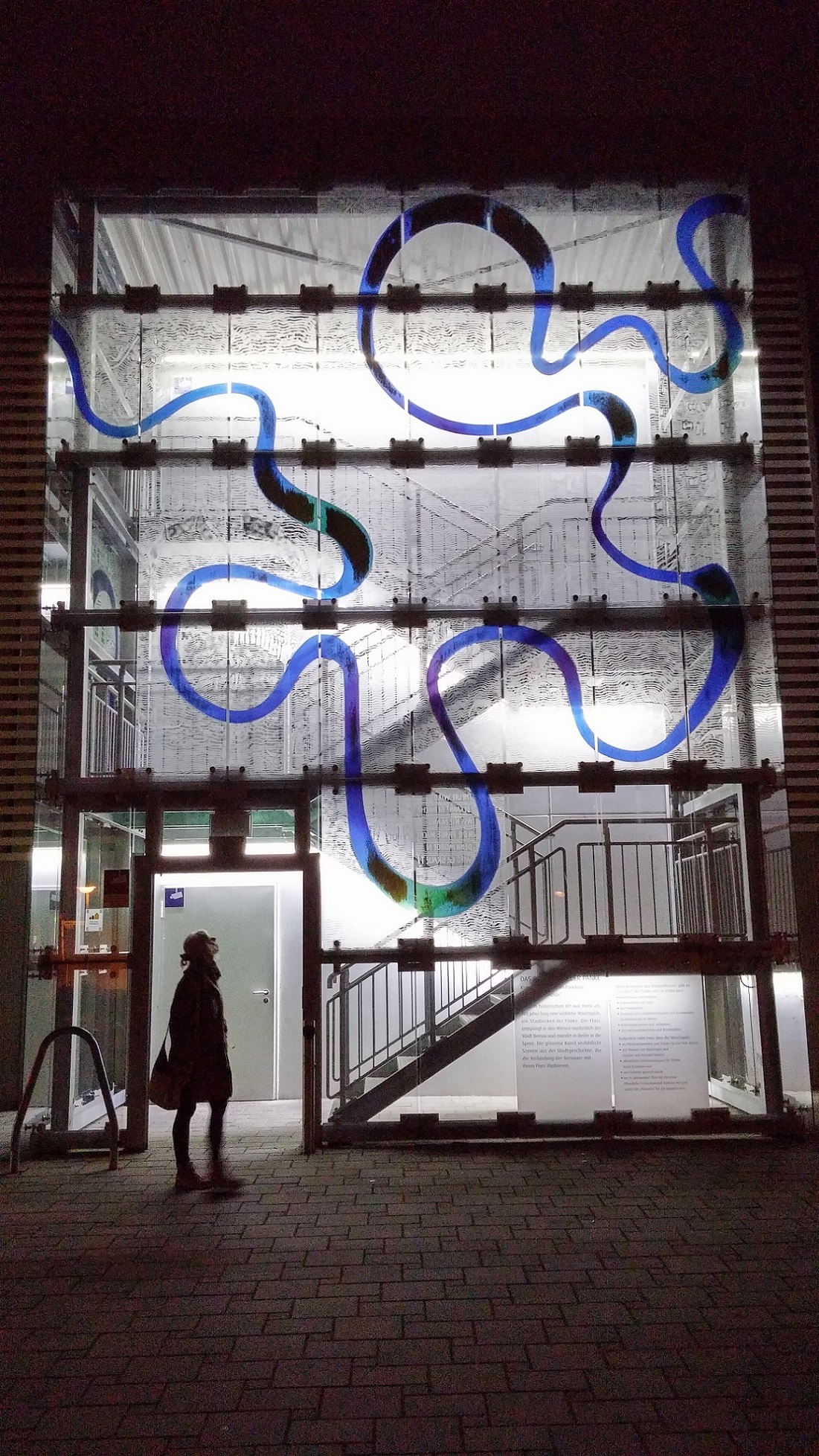
Blaues Band der Panke, Glaskunstwerk von Annelie Grund am Treppenturm des Parkhauses in der Eberswalder Straße

Die Wirtschaft in Bernau ist durch kleinteiliges Gewerbe, vorrangig im Bereich Dienstleistung und Handel, geprägt. Große Industriebetriebe existieren nicht. So gab es einen Standort der Großbäckerei Lieken, der im Jahre 2000 rund 530 Mitarbeiter beschäftigte und im Jahr 2011 schloss. Auf das Gelände zog 2012 die Weber Motor GmbH mit der Produktion von Motoren. Das zum Automobilzulieferer Weber Automotive GmbH gehörende Unternehmen verlagerte neben der Produktion auch seinen Firmensitz von Markdorf an diesen Standort.
Ansonsten steht Bernau in enger Beziehung zur Stadt Berlin, in die viele Bewohner zur Arbeit pendeln. Ferner sind zahlreiche Einwohner in den Gesundheitseinrichtungen beschäftigt. Ein Wirtschaftsförderkonzept (2001) hatte diesen Bereich der Gesundheitswirtschaft (Life Sciences) als Wachstumspotenzial für die Stadt herausgearbeitet. Die Nähe zu medizinischen Einrichtungen im nahen Berlin-Buch wird als Vorteil genannt.

### Verkehr

#### Straßenverkehr
Bernau liegt an der früheren Bundesstraße 2, 2003 herabgestuft zur Landesstraße L 200, zwischen Schwanebeck und Eberswalde sowie an der L 30 zwischen Mühlenbeck und Altlandsberg und L 31 zwischen Lanke und Blumberg.
An Bernau vorbei führt die Bundesautobahn A 11 vom Berliner Ring nach Stettin. Die nächstgelegenen Anschlussstellen sind Bernau-Nord (Nummer 15) und Bernau-Süd (Nummer 16). Die Anschlussstelle Bernau-Süd wurde erst in den späten 1990er Jahren errichtet. In der Nähe von Bernau befindet sich das Autobahndreieck Barnim.

#### Schienenverkehr

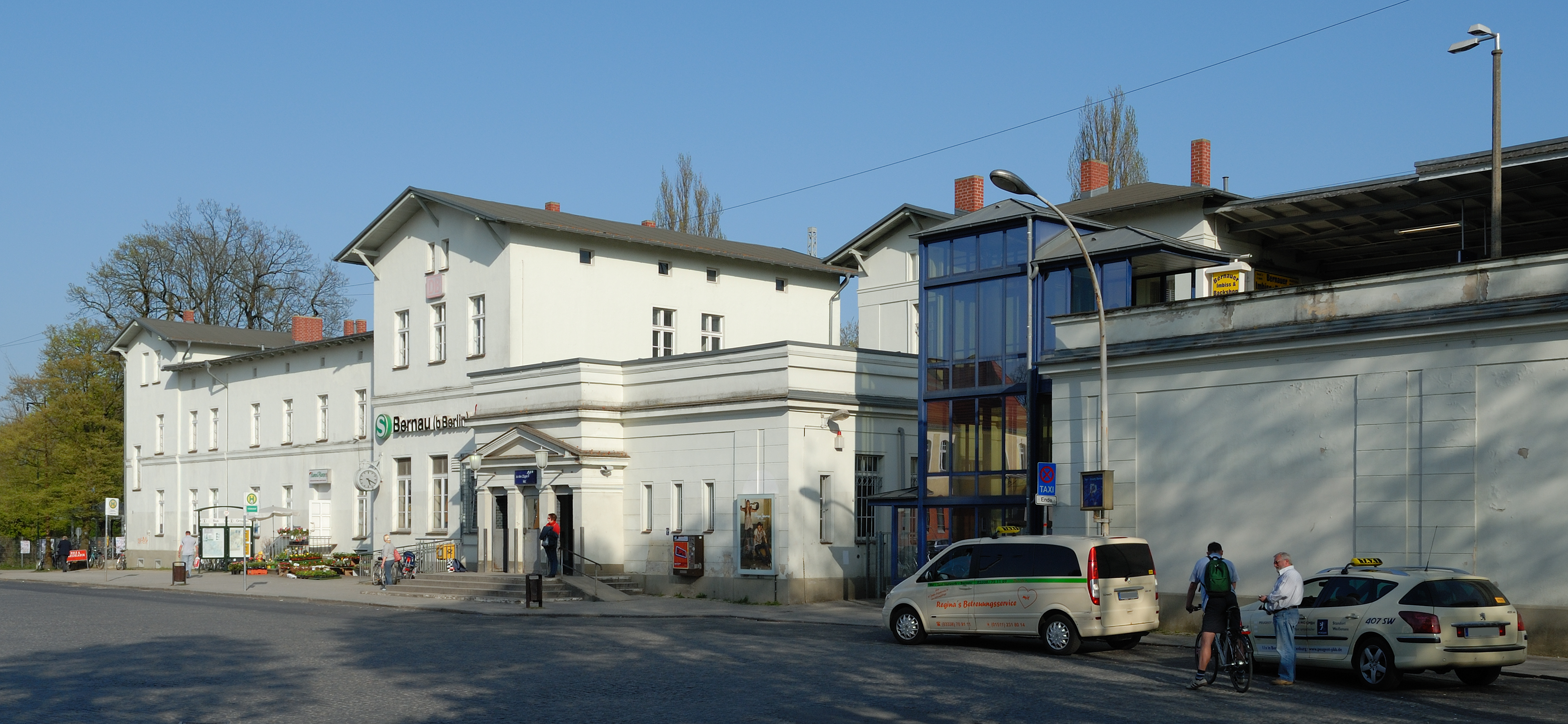
Bahnhof Bernau (b Berlin)

Bernau ist durch die Linie S2 der Berliner S-Bahn im 20-Minuten-Takt mit der Hauptstadt verbunden. Im Stadtgebiet befinden sich zwei Bahnhöfe, der Bahnhof Bernau (b Berlin) (Endbahnhof der S-Bahn) sowie seit 1997 der durch eine (mittlerweile insolvente) Wohnpark-Firma vollständig privat finanzierte S-Bahnhof Bernau-Friedenstal im gleichnamigen Stadtteil. Die Fahrzeit vom Bahnhof Friedrichstraße bis nach Bernau beträgt mit der Linie S2 rund 35 Minuten.
Ferner ist die Stadt über mehrere Linien an das Regional- und Fernbahnnetz angeschlossen. Es hält der Regional-Express RE 3, der stündlich in Richtung Norden über Angermünde abwechselnd nach Stralsund und Schwedt (Oder) fährt. In Richtung Süden führt die Linie auf der Nord-Süd-Fernbahn in Berlin über Berlin Hauptbahnhof (Fahrzeit rund 20 Minuten) nach Jüterbog und weiter nach Lutherstadt Wittenberg.
Die Regionalbahn RB 24 fährt nach Norden in Richtung Eberswalde (wo Anschluss in Richtung Frankfurt (Oder) und Joachimsthal besteht) und nach Süden zum Bahnhof Schönefeld (bei Berlin). Ab voraussichtlich Dezember 2025 werden die beiden Äste der RB 24, nach deren  Fertigstellung, mit der Dresdner Bahn verbunden, und die RB wird dann von Eberswalde über Berlin-Ostkreuz, Flughafen BER weiter nach Wünsdorf-Waldstadt fahren.
Ferner verbinden Intercity-Züge der Deutschen Bahn die Stadt mit überregionalen Zielen in Deutschland.
Im Jahr 2010 erfolgte durch das Brandenburgische Ministerium für Infrastruktur und Landwirtschaft eine größere Umgestaltung des Bahnhofsplatzes mit folgenden Einzelmaßnahmen: Straßen- und Kanalerneuerung, Installation einer modernen Beleuchtung, Errichtung einer Haltestellenüberdachung für den Busverkehr und Sanierung des OdF-Denkmals. Die Finanzierung des ersten Bauabschnitts erfolgte auch mit Mitteln des Bundes.

#### Öffentlicher Personennahverkehr
Der öffentliche Personennahverkehr (ÖPNV) wird unter anderem durch den PlusBus des Verkehrsverbund Berlin-Brandenburg erbracht. Folgende Verbindungen führen, betrieben von der Barnimer Busgesellschaft, ab Bernau:
- Linie 825: Bernau – Brandenburg-Klinik – Wensickendorf – Schmachtenhagen – Oranienburg
- Linie 894: Bernau – Brandenburg-Klinik – Wandlitz – Stolzenhagen
- Linie 896: Bernau – Rüdnitz – Biesenthal

Innerhalb Bernaus gibt es einen Stadtbusverkehr. Die Linie 868 verbindet die Stadtteile Bernau Süd, den Stadtkern, Bernau-Blumenhag, Bernau-Friedenstal und Schönow mit dem Bahnhof Bernau (b Berlin) im 20-Minuten-Takt. Die Linie 869 verbindet alle zwei Stunden die Ortsteile Ladeburg und Lobetal mit dem Bahnhof Bernau (b Berlin). In Bernau haben 15 weitere Regionalbuslinien der BBG ihren Ausgangspunkt zu Fahrten in das Bernauer Umland. Ein Großteil der Linien beginnt und endet an der Haltestelle ‚S Bernau‘ direkt auf dem Bahnhofsvorplatz. Um den Umstieg zum ÖPNV für Pendler zu erleichtern, wurde 2013 in unmittelbarer Nähe zum Bahnhof ein Fahrradparkhaus mit mehr als 550 Stellplätzen eröffnet.
Der Radfernweg Berlin–Usedom führt durch Bernau und erschließt die Region touristisch.

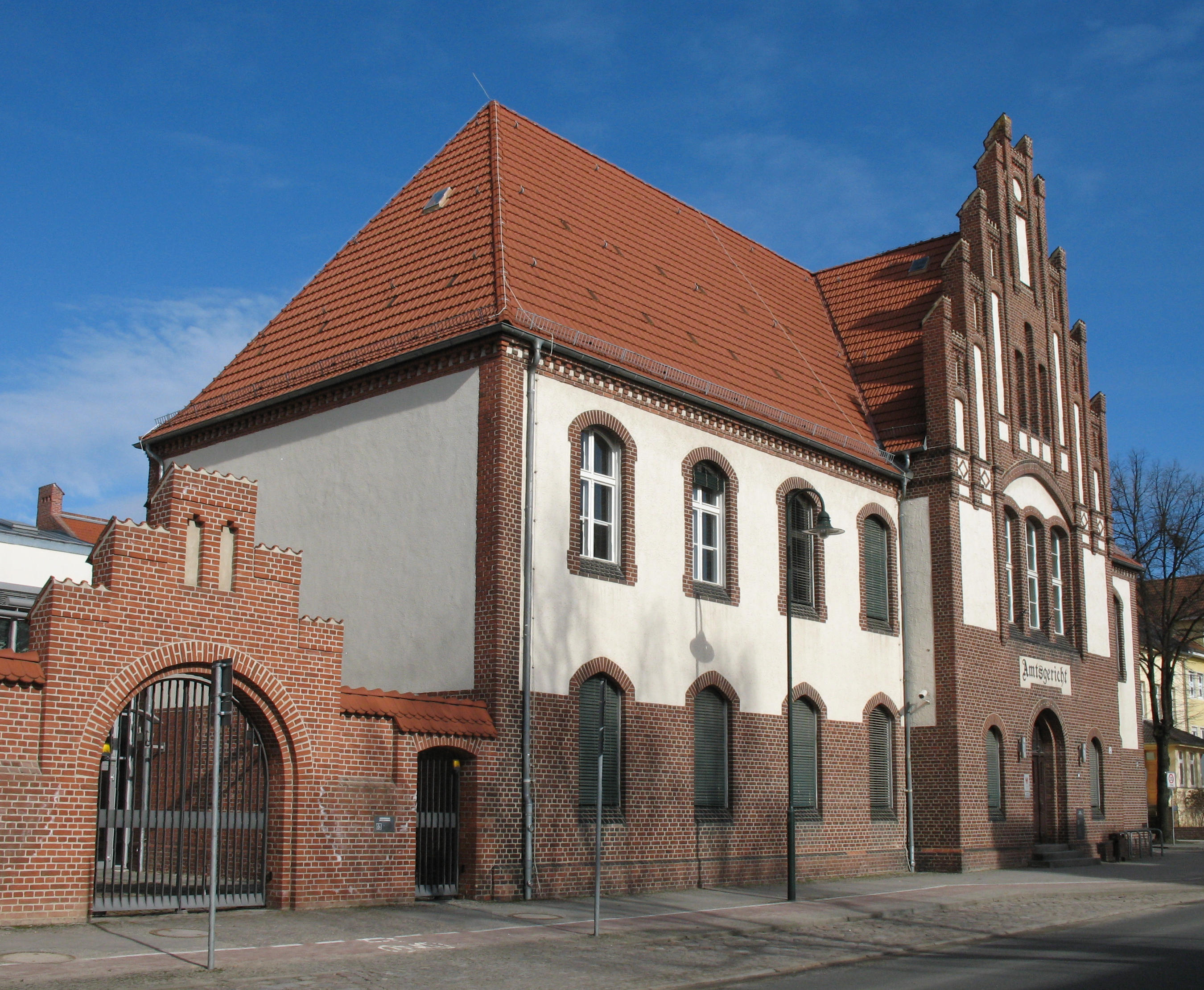
Amtsgericht

### Medizinische Einrichtungen
Es gibt mehrere Krankenhauseinrichtungen in Bernau. Das Immanuel Klinikum Bernau – Herzzentrum Brandenburg befindet sich in einem neu errichteten Gebäude hinter dem ehemaligen Kreiskrankenhaus Bernau in der Ladeburger Chaussee. Die Einrichtung ist Trägerklinik der Medizinischen Hochschule Brandenburg.
Im rekonstruierten Gebäude des ehemaligen Kreiskrankenhauses ist die zur Hoffnungstaler Stiftung gehörige Epilepsieklinik Tabor untergebracht und in der Waldsiedlung befindet sich die Brandenburg-Klinik für Rehabilitation mit den Fachbereichen Neurologie, Kardiologie, Orthopädie, Pädiatrie und Psychosomatik. Eine weitere Einrichtung der Hoffnungstaler Stiftung befindet sich im Ortsteil Lobetal. Diese Einrichtung ist auf die Alten- und Behindertenhilfe spezialisiert.

### Bildung
Mit dem Immanuel Klinikum Bernau – Herzzentrum Brandenburg als Trägerklinikum ist Bernau Standort der Medizinischen Hochschule Brandenburg Theodor Fontane, einer privaten Medizinischen Universität, die am 28. Oktober 2014 gegründet wurde.
Bernau verfügt über vier Grundschulen: die Grundschule am Blumenhag, die 3. Grundschule, die Grundschule an der Hasenheide im Nibelungenviertel und die Grundschule Schönow. Weiterführende Schulen sind das nach dem Pädagogen Paulus Praetorius benannte Paulus-Praetorius-Gymnasium, das Barnim-Gymnasium und zwei Oberschulen. Es existieren ferner eine nach den Prinzipien der Maria Montessori lehrende Montessori-Schule und eine evangelische Schule in freier Trägerschaft. Außerdem gibt es die drei Förderschulen Johannaschule, Robinsonschule und die Schule an der Hasenheide im Nibelungenviertel. Zur Berufsaus- beziehungsweise Weiterbildung dient das Oberstufenzentrum I Barnim, eine Zweigstelle der Kreisvolkshochschule Barnim. Bis 2005 gab es die Waldarbeitsschule des Landes Brandenburg im Stadtteil Bernau-Waldfrieden.
Die Stadtbibliothek Bernau hat ihren Sitz auf dem Kulturhof der Stadt und unterhält Zweigstellen in den Ortsteilen Börnicke, Lobetal und Schönow.
Seit Oktober 2015 befindet sich in der Fußgängerzone ein öffentlicher Bücherschrank.

### Medien
Eine lokale Redaktion der Märkischen Oderzeitung, deren Inhalte jeden Werktag im Lokalteil Barnim Echo der Zeitung erscheinen, befindet sich in Bernau. Des Weiteren erscheinen die Anzeigenblätter Märkischer Markt (von der Märkischen Oderzeitung) und der Märkische Sonntag. Der lokale Fernsehsender ODF – Fernsehen für Ostbrandenburg mit Sitz in Eberswalde berichtete bis April 2020 über Bernau und verbreitete sein Programm in einigen Teilen des Bernauer Kabelnetzes.

### Sport
Das Basketballteam des SSV Lokomotive Bernau, ehemals Barnim RimRockers und zu DDR-Zeiten BSG Lok / KIM Bernau, trägt seine Heimspiele in der Sporthalle an der Heinersdorfer Straße aus. Die Halle trägt seit Juni 2015 den Namen des „Vaters des Basketballsports in Bernau“, Erich Wünsch. In der Saison 2009/10 schaffte das Team als Zweitplatzierter der 1. – Regionalliga Nord den direkten Aufstieg in die dritthöchste deutsche Spielklasse, die 2. Basketball-Bundesliga Pro B Nord. In der Saison 2003/04 spielte die Mannschaft für eine Saison in der zweithöchsten Basketball-Liga (2. Basketball-Bundesliga Nord). 2015/16 spielte die Mannschaft in der 1. Regionalliga Nord und schaffte unbesiegt die Rückkehr in die 2. Bundesliga ProB.
Die Fußballmannschaften der TSG Einheit Bernau und des FSV Bernau spielten zeitweise beide in der sechstklassigen Brandenburg-Liga. Nach dem Abstieg des FSV Bernau 2022 verblieb nur noch Einheit Bernau in der höchsten Brandenburger Spielklasse. 
Ein besonderes Angebot für Lauffreunde ist der seit 2004 jährlich Anfang September stattfindende 24-Stunden-Lauf von Bernau.
Bernau verfügte mit der Anlage des RC Speedracer e. V. über eine der größten regionalen Rennstrecken für RC-Modelle.
Von den 1930er Jahren bis 1973 lag in der Nähe von Bernau die Autorennstrecke Bernauer Schleife. Mit dem Anstieg der Sicherheitsanforderungen im Autorennsport wurden die Rennen auf der Bernauer Schleife eingestellt.

## Persönlichkeiten (Auswahl)

### Ehrenbürger
- Georg Scharnweber (1816–1894), preußischer Politiker, Ehrenbürger seit dem 21. September 1887
- Konrad Wolf (1925–1982), Filmregisseur, Präsident der Akademie der Künste, war 1945 mit 19 Jahren der erste Stadtkommandant von Bernau nach dem Zweiten Weltkrieg (Film Ich war neunzehn), Ehrenbürger seit dem 20. April 1975

### Söhne und Töchter der Stadt
- Paulus Praetorius (1521–1565), Pädagoge und Gelehrter
- Jacobus Bergemann (1527–1595), Leibarzt des Kurfürsten Joachim II., Professor für Griechisch, Mathematik und Medizin
- Georg Rollenhagen (1542–1609), Schriftsteller, Pädagoge und Prediger
- Dorothea Meermann (1547–1619), war wie Catarina Selchow Opfer der Bernauer Hexenverfolgung
- Tobias Seiler (1681–1741), Chronist Bernaus
- Heinrich von Plonski (1802–1880), preußischer General der Infanterie
- Anton von Dejanicz-Gliszczynski (1820–1905), Reichstags- und Landtagsabgeordneter (Zentrum)
- August Wernicke (1843–1912), Stadtverordnetenvorsteher und Stadtchronist
- Paul Flanderky (1872–1937), Maler und Illustrator
- Walter Hübner (1884–1970), Anglist, Didaktiker und Hochschullehrer
- Hans Strache (1886–1917), Klassischer Philologe
- Ernst Koch (1894–1945), Chronist Bernaus
- Charlotte Mäder (1905–?), Leichtathletin und Olympionikin
- Horst Böhme (1908–1996), Pharmazeut und Chemiker, Universitätsrektor
- Günther Kraaz (1908–1996), Landrat in Wittlich
- Max Steffen (1909–1988), Politiker und Widerstandskämpfer
- Winfrid Hedergott (1919–2002), Politiker (FDP)
- Heinz Deutschland (* 1934), Historiker und DDR-Diplomat
- Horst Hardt (* 1935), Kameramann
- Hans-Jürgen Buchner (* 1944), Musiker und Komponist
- Werner Kanitz (1944–1996), Schauspieler
- Hans-Christoph Berndt (* 1956), Politiker (AfD)
- Arianne Borbach (1962–2024), Schauspielerin und Synchronsprecherin
- Britta Stark (* 1963), Politikerin, Präsidentin des Landtages des Landes Brandenburg
- Michael-Horst Schmidt (1964–1984), Todesopfer an der Berliner Mauer
- Detlef Hartmann (* 1965), Fußballspieler
- Gabriele Zekina (* 1965), deutsche Aktivistin und Politikerin
- Tim Zimmermann (* 1969), Politiker (AfD)
- Anja Bröker (* 1973), Fernsehjournalistin und Moderatorin (Nachtmagazin)
- Anika Mauer (* 1974), Schauspielerin
- Matthias Rott (* 1974), Schauspieler
- Sven van Thom (* 1977), Gitarrenpop-Musiker, Unterhaltungskünstler und Musikproduzent
- Jens Ossada (* 1978), Maler, Plastiker und Autor
- Jeanette Biedermann (* 1980), Entertainerin
- Cordula Busack (* 1986), Fußball- und Handballspielerin
- Paul Maurer (* 1996), Fußballspieler
- Kennet Eichhorn (* 2009), Fußballspieler

### Mit Bernau verbundene Persönlichkeiten
- Gottlieb Hiller (1778–1826), Schriftsteller, lebte in Bernau
- Hermann Duncker (1874–1960), Rektor der Gewerkschaftshochschule Bernau
- Hannes Meyer (1889–1954), Architekt; baute die Lehrerhäuser der Bundesschule des Allgemeinen Deutschen Gewerkschaftsbundes in Bernau
- Elli Voigt (1912–1944), organisierte den Widerstand gegen den Nationalsozialismus in Schönow und Bernau
- Johanna Olbrich (1926–2004), DDR-Spionin; lebte in Bernau
- Friedrich Schötschel (1926–2024), Bildhauer und Kunstmaler, der für die Stadt zahlreiche Kunstwerke geschaffen hat
- Ernst Strnad (1928–2011), Etruskologe, lebte in Bernau
- Günther Maleuda (1931–2012), Politiker (DBD), lebte in Bernau
- Michael Hansen (1940–2023), Musiker; lebte und starb in Bernau
- Wolf Kahlen (* 1940), Performance-, Objekt- und Medienkünstler, eröffnete in Bernau sein Museum
- Marianne Buggenhagen (* 1953), mehrfache Paralympics-Siegerin; lebt in Bernau
- Ralf Christoffers (* 1956), Politiker (Die Linke); lebt in Bernau
- Dagmar Enkelmann (* 1956), Politikerin (Die Linke); lebt in Bernau
- Andreas Müller (* 1961), Jugendrichter in Bernau
- Péter Vida (* 1983), Politiker (BVB/Freie Wähler), lebt in Bernau